# Klasyfikacja piw

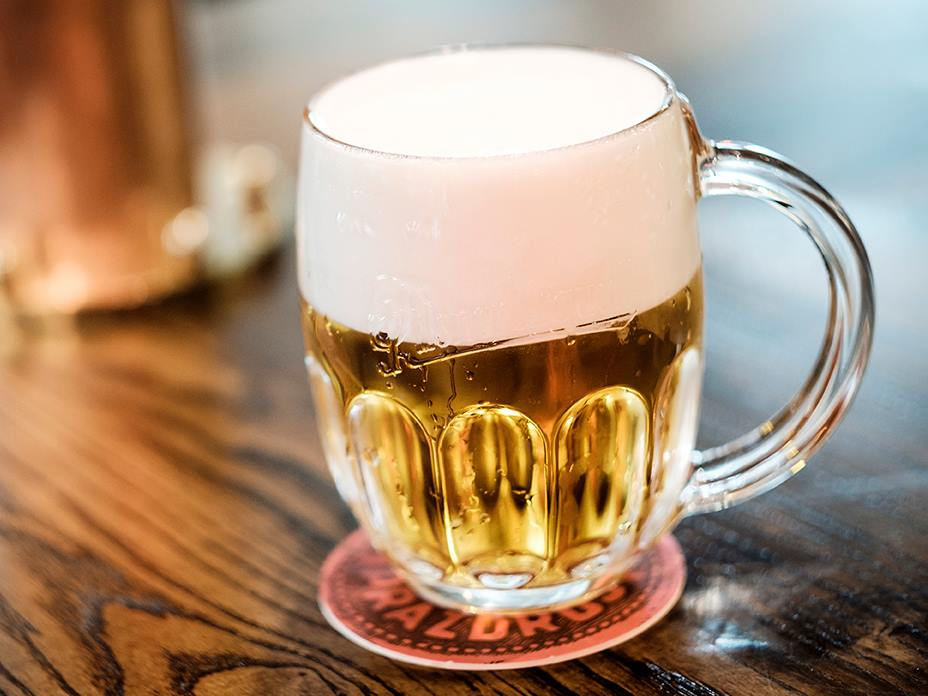
Pilzner

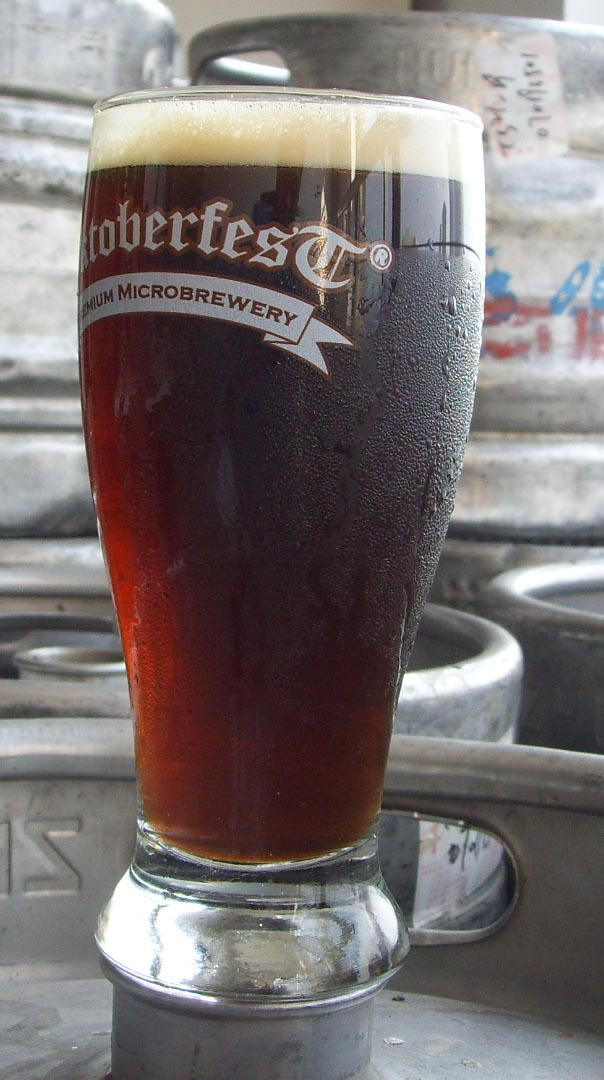
Marcowe/Oktoberfestbier

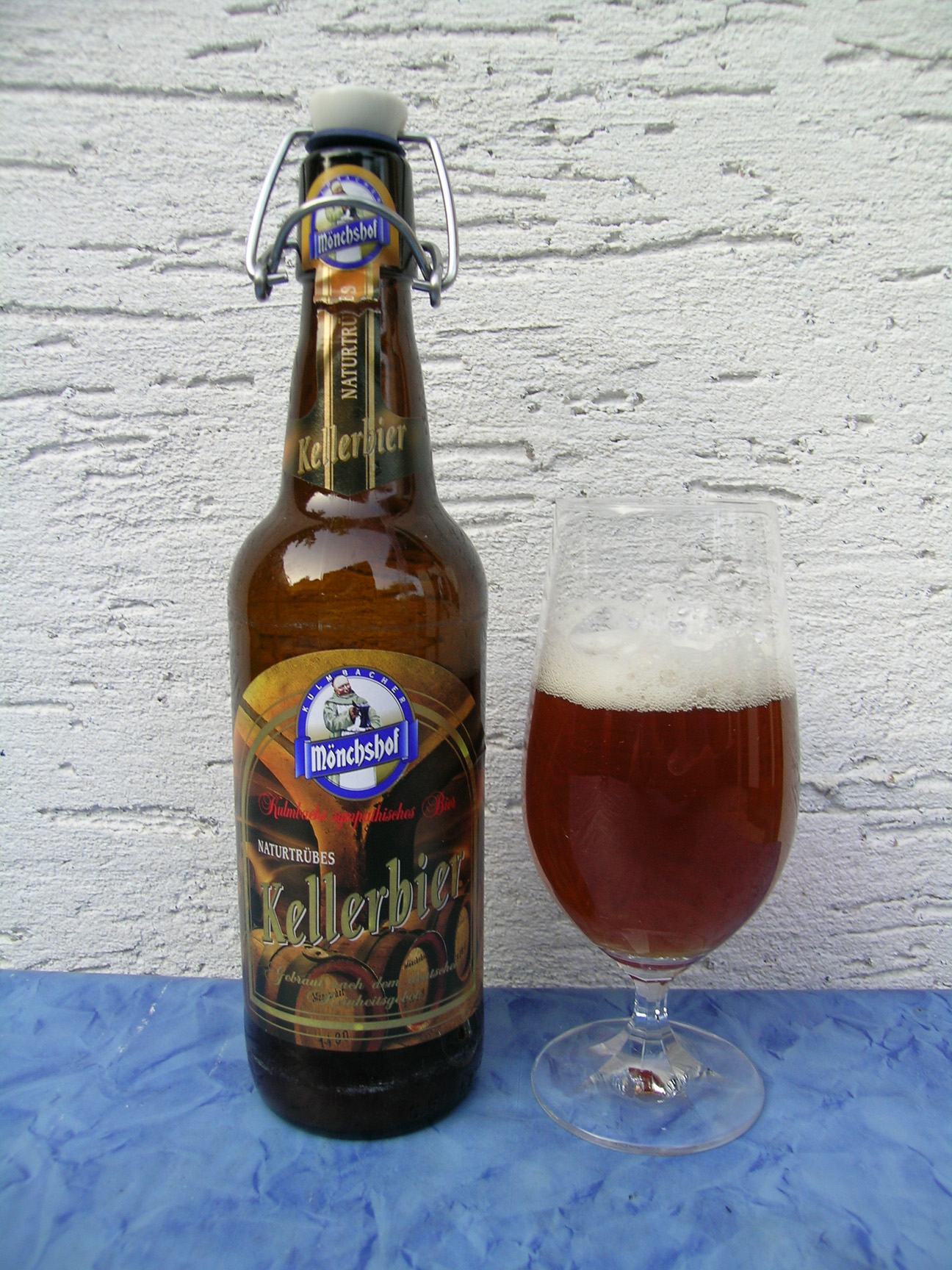
Kellerbier

Klasyfikacja piw – podział piw ze względu na składniki, profil aromatyczno-smakowy, technologię produkcji i wygląd.
W całej historii piwa, liczącej sobie ponad 6 tys. lat, różnicowano piwo według jego barwy, smaku, zawartości alkoholu czy użytych surowców. Jednakże do XIX wieku technologia warzenia piwa nie zmieniała się znacząco. Dopiero rozwój nauki i techniki doprowadziły do znacznego rozwoju receptur i metod warzenia piwa, które coraz bardziej zaczęły się różnić. Z czasem państwa (np. Belgia), regiony (np. Bawaria), miasta (np. Pilzno) lub miejsca (np. klasztory) wykreowały charakterystyczne dla siebie rodzaje piw.
Nowoczesne podejście do typologii zaproponował pisarz i krytyk piwny Michael Jackson, który w swojej książce The World Guide to Beer z 1977 r. dokonał próby opisu i klasyfikacji piw z całego świata. Jego pracę kontynuował Fred Eckhardt, który w 1989 r. opublikował książkę Essentials of Beer Style.

## Podział podstawowy
Obecnie ze względu na rodzaj użytych drożdży, a co za tym idzie inną technologię produkcji, piwa dzielą się na dwie duże rodziny:
- Ale – górnej fermentacji
- Lager – dolnej fermentacji

Do piw typu ale należą również belgijskie piwa fermentacji spontanicznej korzystające z tzw. dzikich drożdży. W ramach obu grup wyróżnia się poszczególne odmiany charakteryzujące się różnymi elementami.

## Główne czynniki różnicujące piwa
O przynależności piwa do danego rodzaju decyduje kilka czynników:
- rodzaj fermentacji – wyróżniamy fermentację górną i dolną. Rodzaj fermentacji zależny jest od użytych drożdży piwowarskich, które dzielą się na drożdże górnej i dolnej fermentacji. Drożdże fermentacji dolnej fermentują w niższych temperaturach, osadzają się na dnie fermentora, w większym stopniu wpływają na wydzielanie się dwutlenku węgla, powodują tym samym, że piwo jest bardziej orzeźwiające, ma czystszy i pełniejszy smak. Po fermentacji piwo leżakuje w niskich temperaturach, dojrzewa dłużej oraz posiada większą trwałość. Drożdże górnej fermentacji natomiast fermentują w wyższych temperaturach, zbierają się na powierzchni brzeczki i wydzielają większą ilość produktów ubocznych, alkoholi i estrów owocowych, co wpływa na większe bogactwo aromatyczno-smakowe.
- aromat – każdy rodzaj piwa ma swój charakterystyczny profil aromatyczno-smakowy. Na zapach w piwie wpływ mają niemal wszystkie składniki i surowce użyte do jego produkcji (poszczególne rodzaje słodów, drożdże, chmiel, woda i inne) oraz technologia produkcji (np. rodzaj zacierania, fermentacji, sposób i długość leżakowania).
- smak – podobnie jak w przypadku aromatu również smak charakterystyczny dla poszczególnych odmian piwa zależny jest zarówno od użytych surowców jak i technologii produkcji.
- woda – jest to główny składnik piwa, jej skład chemiczny i odczyn ph mają fundamentalny wpływ na smak i pośredni wpływ na kolor i poziom goryczki w gotowym piwie. Przykładowo piwa jasne, lekkie i orzeźwiające takie jak Pilzner są warzone na miękkiej wodzie, natomiast piwa ciemne (np. Stout, Porter) na wodzie twardszej, bardziej zmineralizowanej.
- słód – jest to podstawowy składnik piwa mający ogromny wpływ na profil aromatyczno-smakowy danego rodzaju. Użycie danego rodzaju słodu lub słodów (jęczmienne, pszeniczne, żytnie, palone, wędzone, karmelowe) w odpowiedniej ilości decyduje w znacznym stopniu o charakterze piwa. Na charakter piwa wpływa również sam proces produkcji słodu (słodowanie), następnie jego zacieranie, czas trwania oraz temperatura, w jakiej zacieranie się odbywa. W zależności od odmiany piwa można użyć jednego lub kilku rodzajów słodów.
- chmiel – używany jest do piwa głównie jako przyprawa. Ilość i rodzaj użytego chmielu jest częścią harmonii smakowej danego piwa. Silnie chmielone piwo zawiera mocne, aromatyczne, ziołowo-goryczkowe tony, natomiast mniejsza ilość chmielu może bardziej uwypuklać walory słodu np. jego słodycz.
- ekstrakt brzeczki nastawnej – czyli wodny wyciąg ze słodów (głównie cukry), który po dodaniu drożdży poddawany jest fermentacji. W przypadku typologii piw podstawową informacją jest ilość ekstraktu, z jakiej powstało piwo. Użycie danej ilości ekstraktu wpływa na treściwość piwa (lekkie, ciężkie), siłę profilu aromatyczno-smakowego, barwę piwa oraz zawartość alkoholu. Ekstrakt w gotowym produkcie podawany jest w procentach wagowych (% e.w.), stopniach Ballinga (°Blg) lub stopniach Plato (°P). Wszystkie trzy wartości są niemal identyczne.
- zawartość alkoholu – wyrażana jest w procentach objętości. Odpowiednia ilość alkoholu stanowi również o charakterze danego piwa i jego przynależności gatunkowej. Mniejsza zawartość alkoholu powoduje, że piwa są lżejsze, bardziej rześkie i lepiej gaszą pragnienie, mają wyższą pijalność (sesyjność). Mocniejsze piwa natomiast są bardziej rozgrzewające, likierowe i cięższe. Wyróżnia się piwa bezalkoholowe, lekkie, pełne, mocne i bardzo mocne. Moc piwa nie jest miarą jego jakości. Zawartość alkoholu związana jest z procesem fermentacji. Im głębiej przeprowadzona jest fermentacja, tym uzyskuje się większą zawartość alkoholu.
- goryczka – osiągana jest w piwie głównie dzięki chmielowi i użytej wodzie. Mogą ja również podnieść specjalne słody (palone). Siła goryczki, jej jakość, intensywność i harmonia z innymi składnikami jest jednym z elementów wyróżniających dany rodzaj piwa. Przykładowo pilznery mają wyższą zawartość goryczki od lagerów, które z kolei charakteryzują się dominacją smaków słodowych (słodycz, chlebowość, zbożowość). Poziom goryczki w piwie mierzony jest w stopniach IBU (International Bittering Units) opracowanych przez European Brewery Convention.
- barwa – ze względu na barwę wyróżniamy piwa jasne i ciemne ze wszelkimi ich tonacjami np. słomkowożółte, ciemnobursztynowe itp. Na barwę piwa wpływa przede wszystkim rodzaj użytych słodów (jasne pilzneńskie, ciemne palone, barwiące i.in.) oraz dodatki niesłodowane np. kukurydza, ryż. Kolor piwa podaje się w jednostkach EBC.
- piana – jest jednym z dodatkowych elementów świadczących o jakości piwa. Poszczególne piwa może cechować piana bardziej lub mniej obfita, gęsta i trwała.
- nasycenie – powstaje w wyniku fermentacji brzeczki. Docelowe nasycenie w butelkach i kegach osiągane jest sztucznie przez dodanie dwutlenku węgla, bądź naturalnie poprzez refermentację w docelowym naczyniu. Piwa mogą mieć wysokie, średnie lub niskie nasycenie dwutlenkiem węgla.
- składniki dodatkowe – również wpływają na charakter poszczególnego typu piwa. Dodatek surowców niesłodowanych, miodu, różnych owoców, przypraw czy warzyw wpływa znacząco na profil aromatyczno-smakowy piwa.

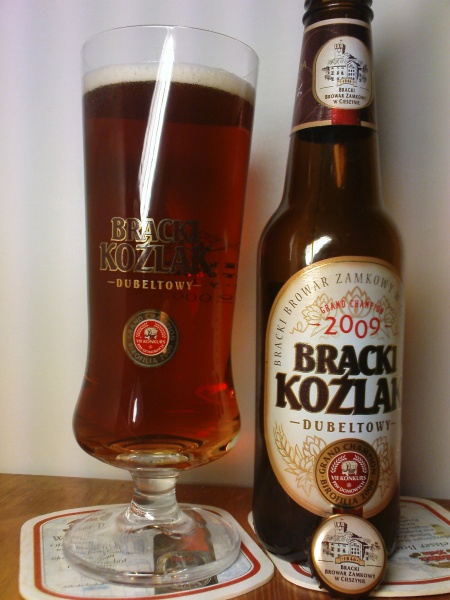
Koźlak dubeltowy

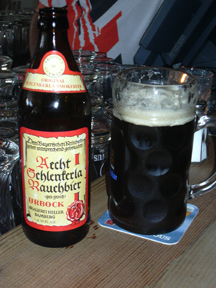
Rauchbock (Urbock)

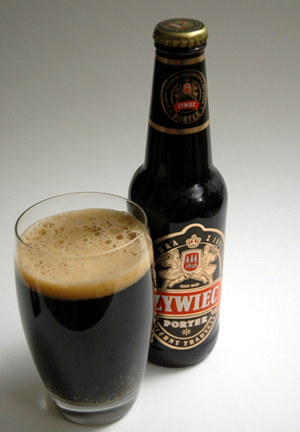
Porter bałtycki

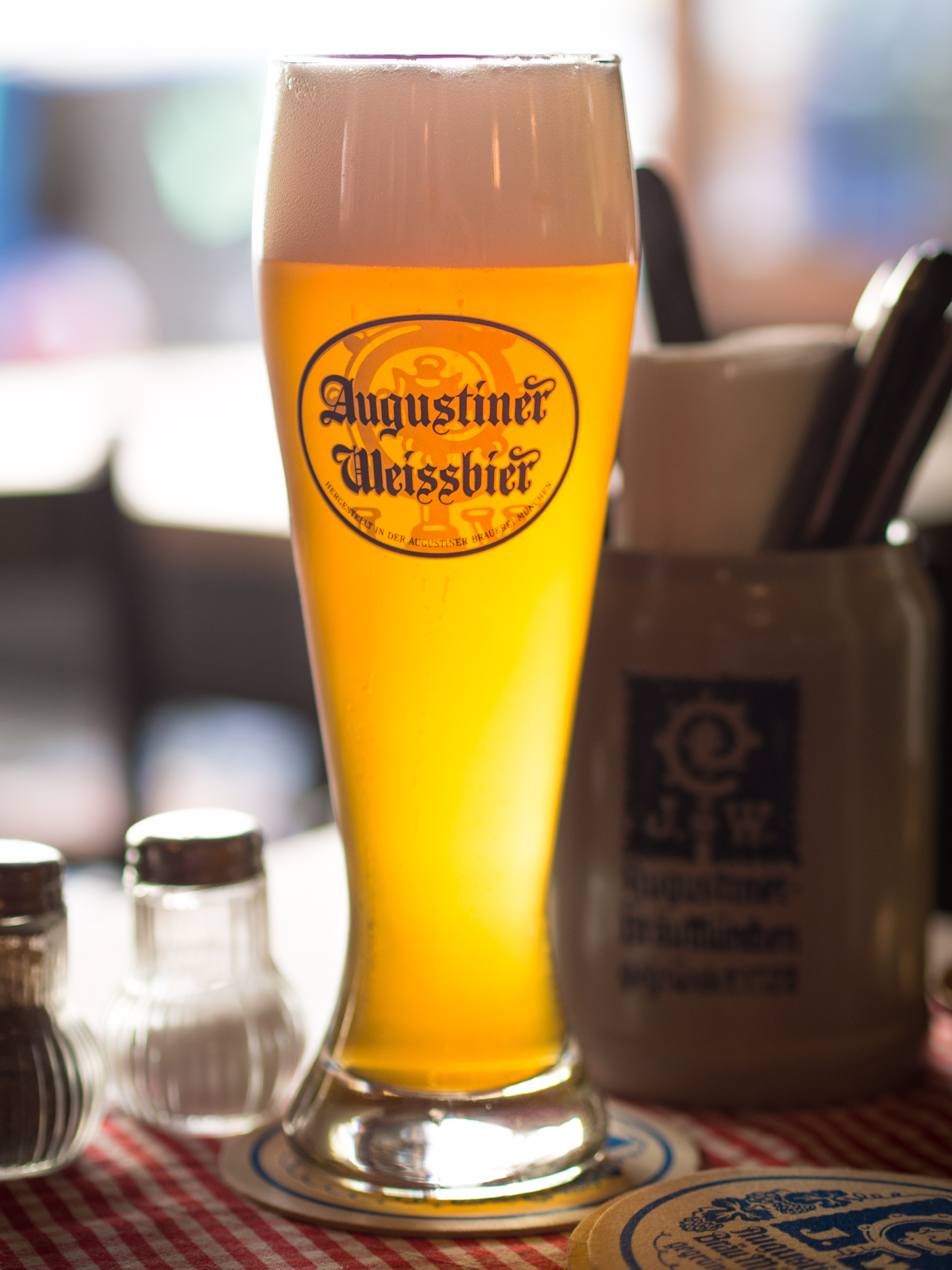
Pszeniczne-Hefeweizen

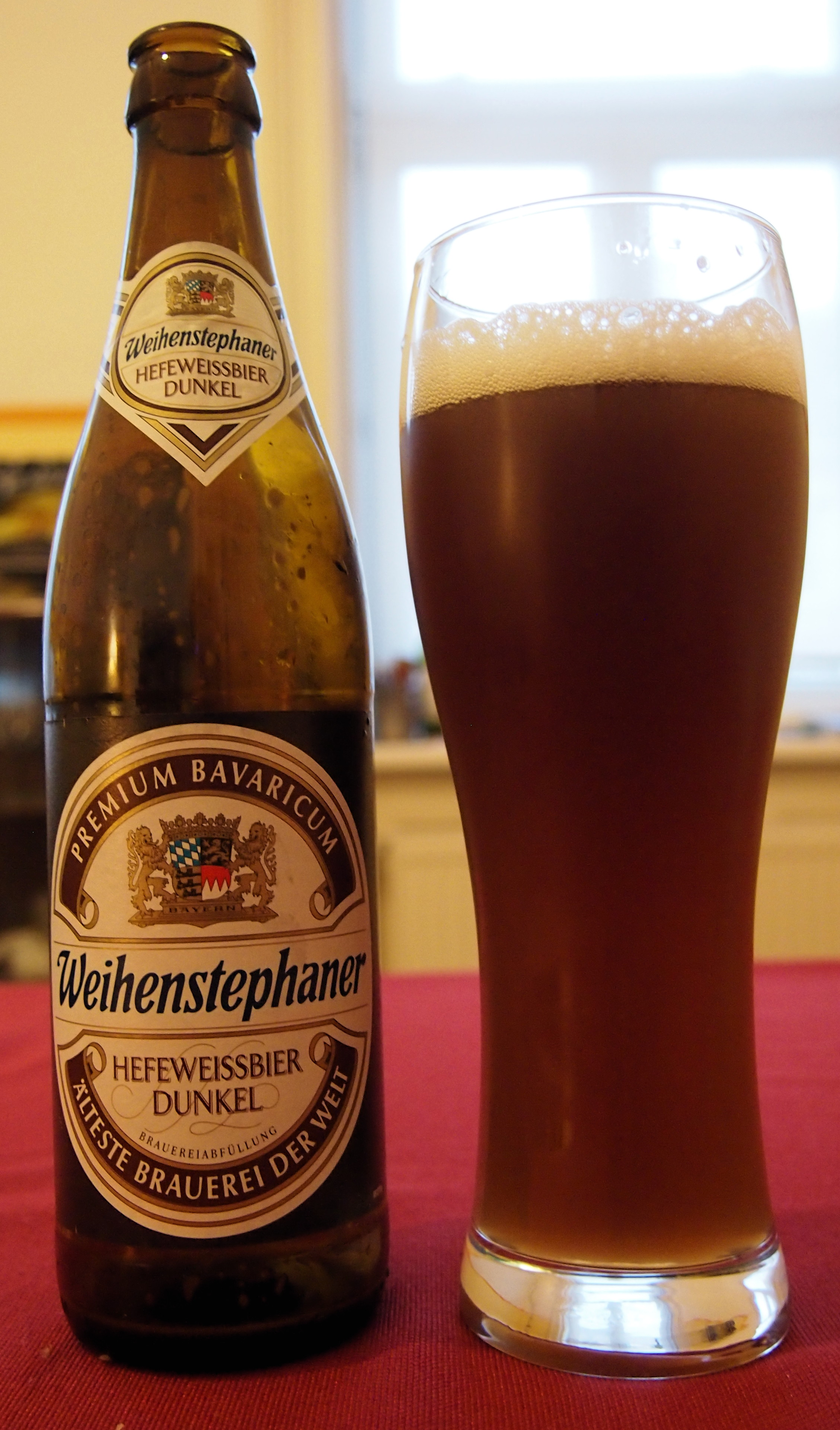
Ciemne pszeniczne-Dunkelweizen

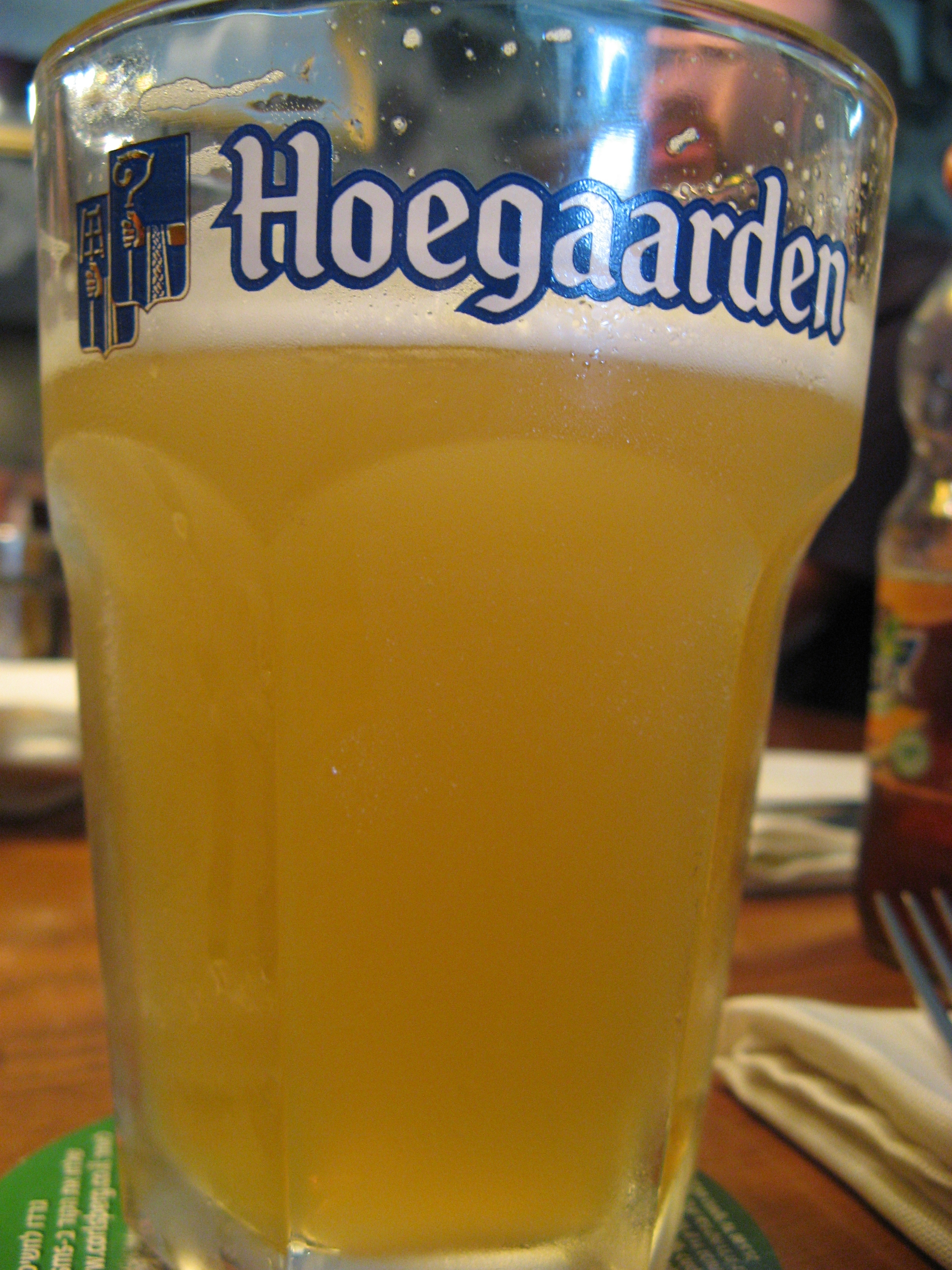
Witbier

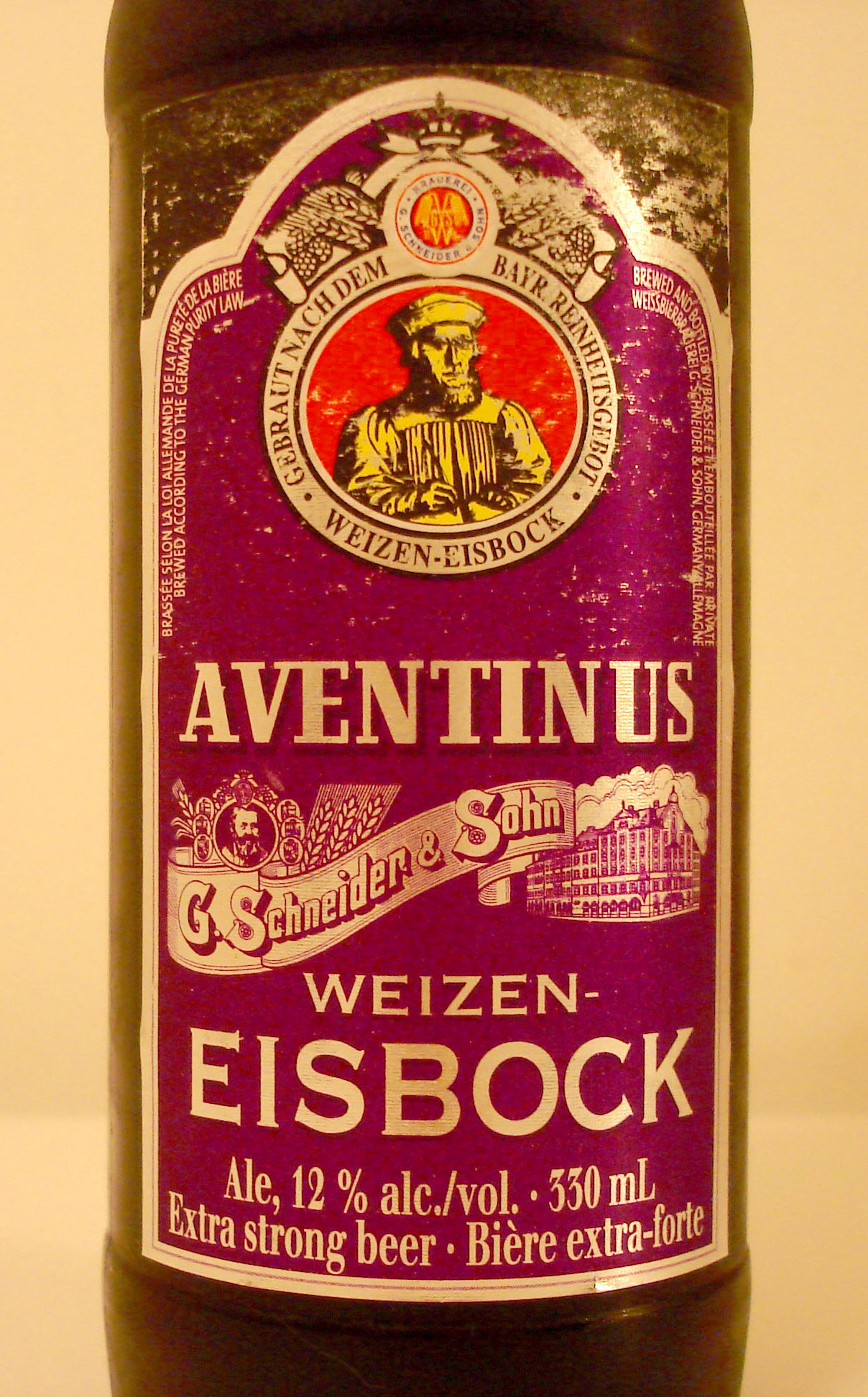
Koźlak pszeniczny lodowy

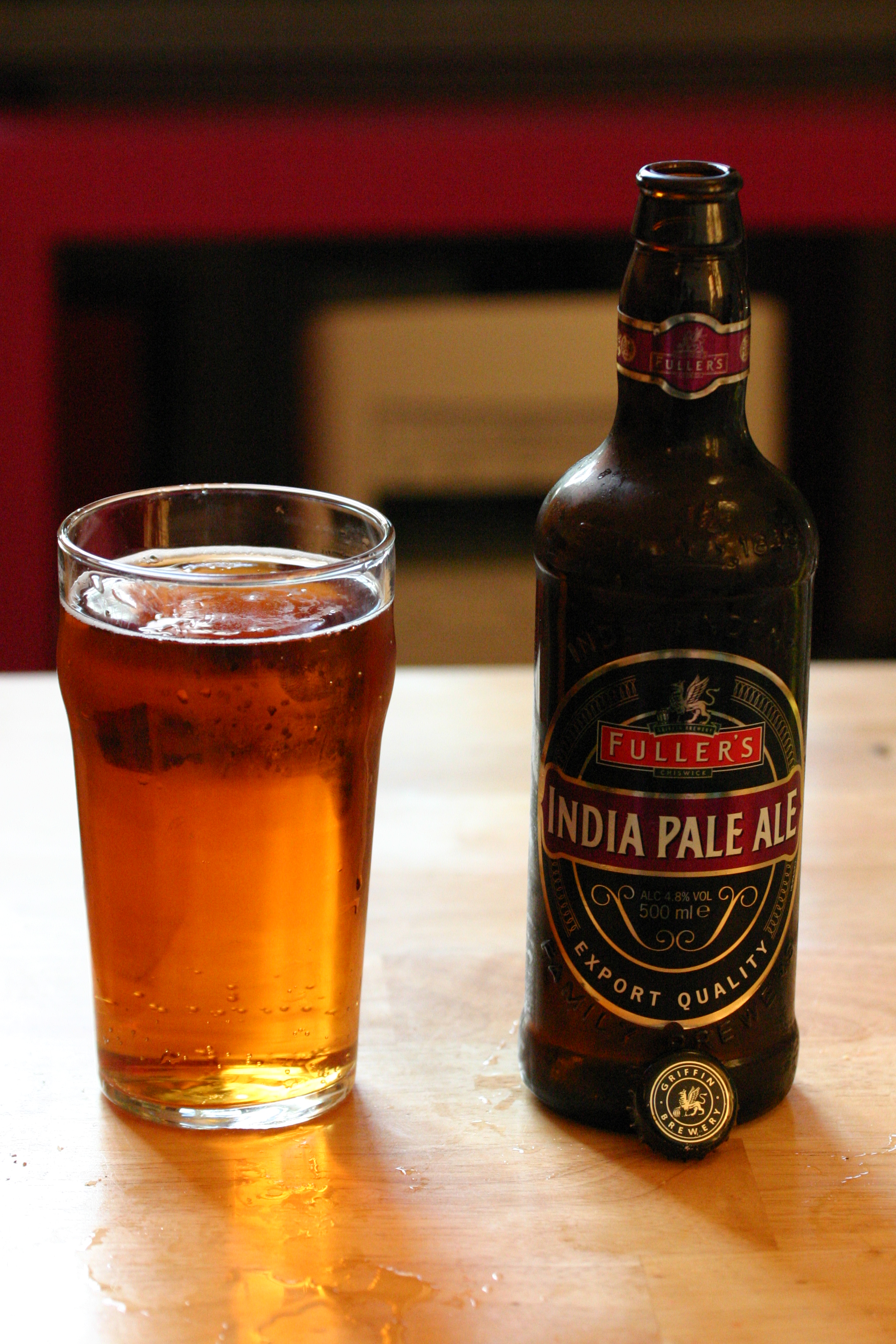
India Pale Ale

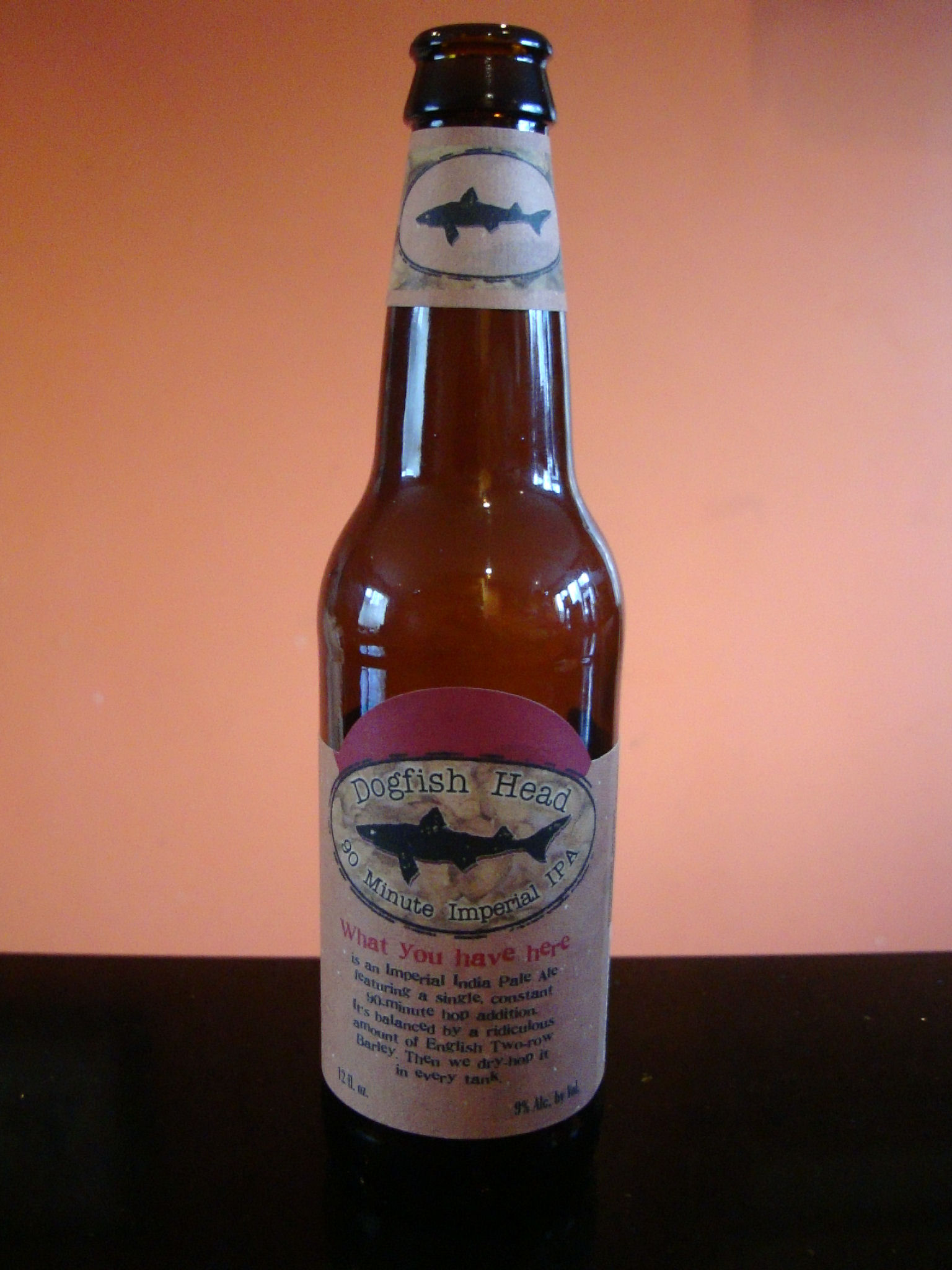
Imperial India Pale Ale

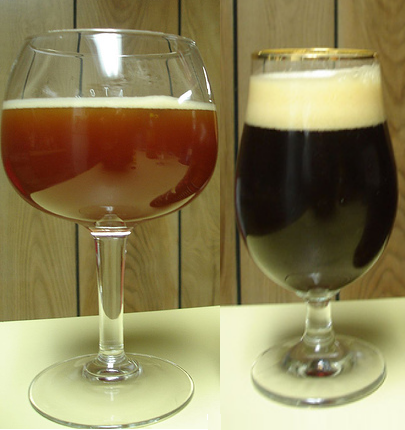
Barley Wines

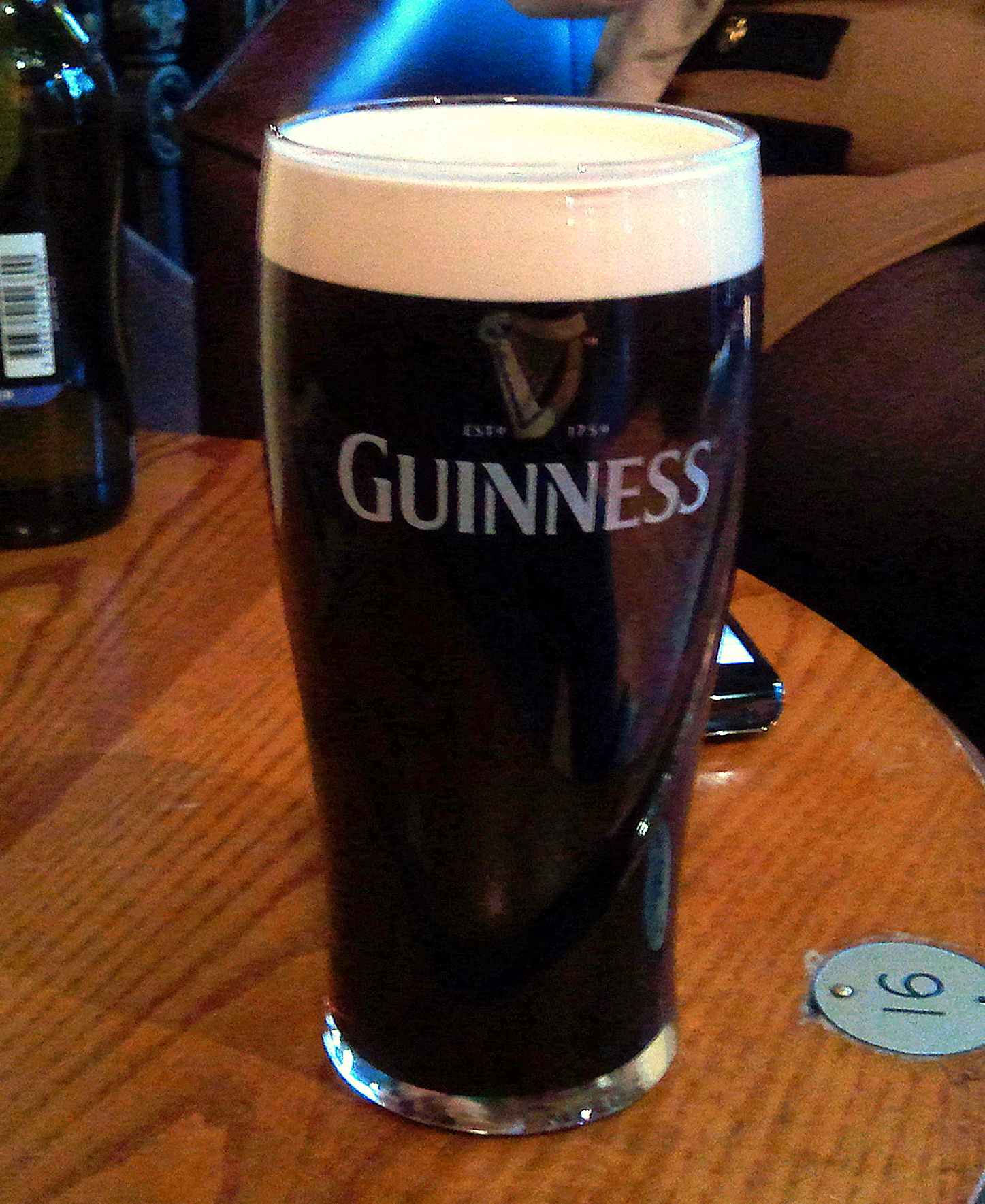
Stout

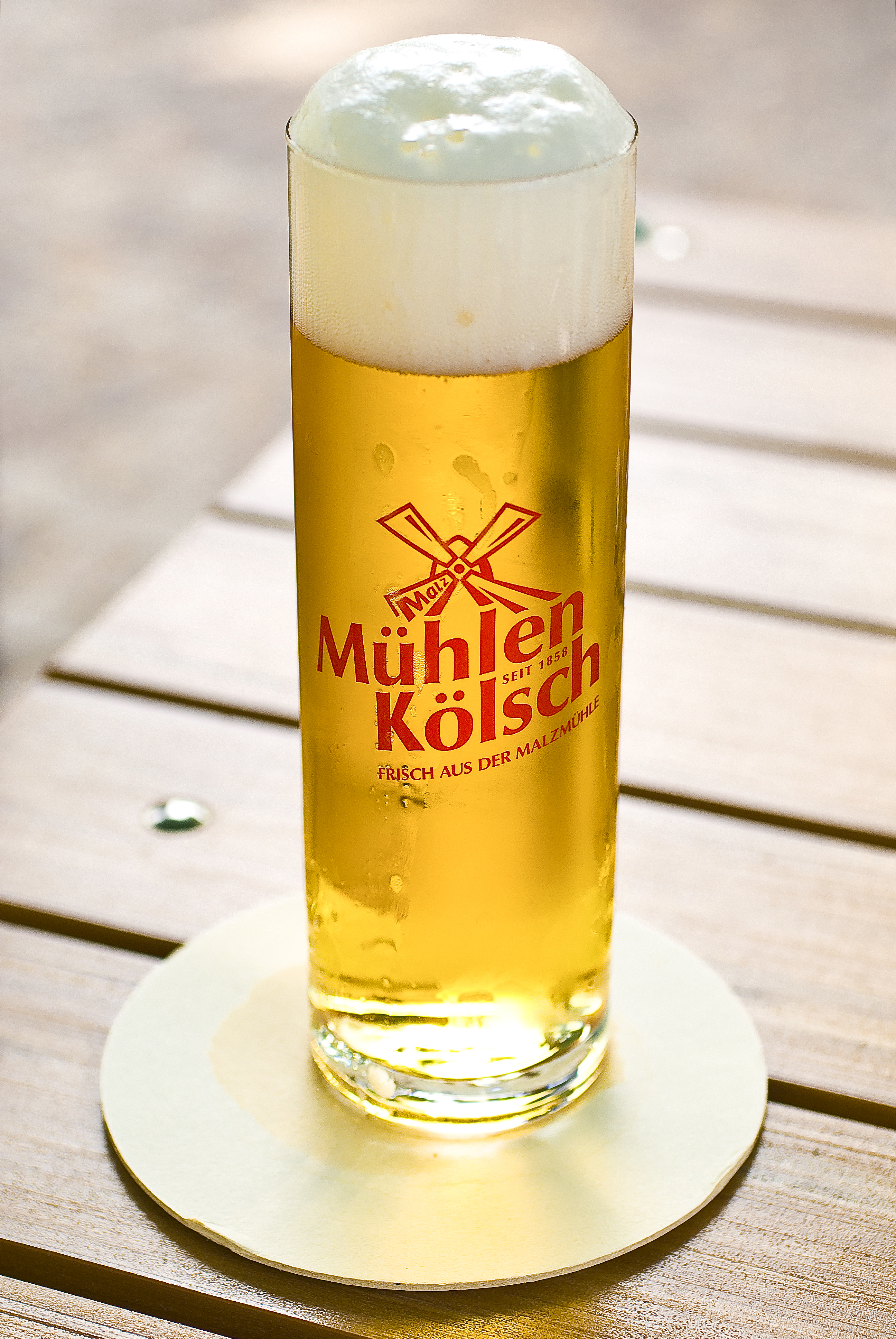
Kölsch

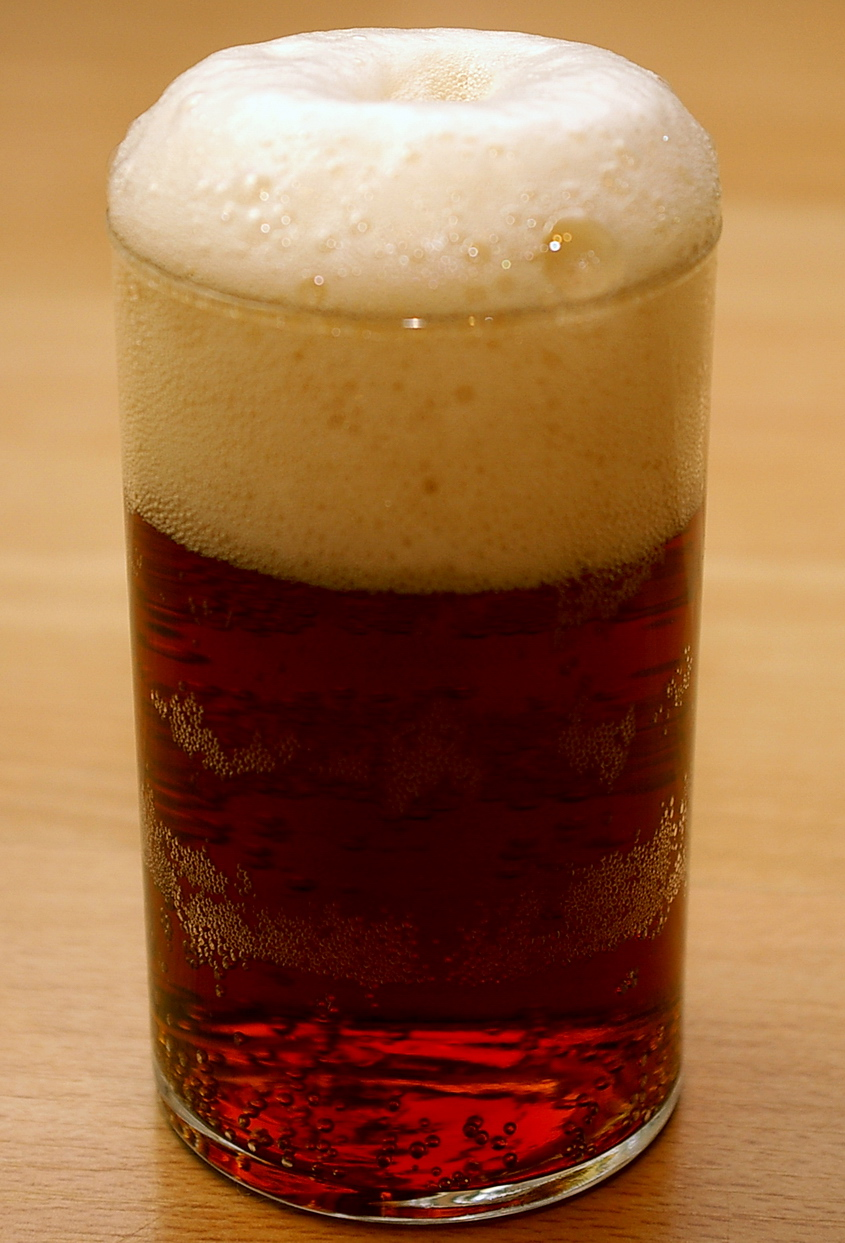
Altbier

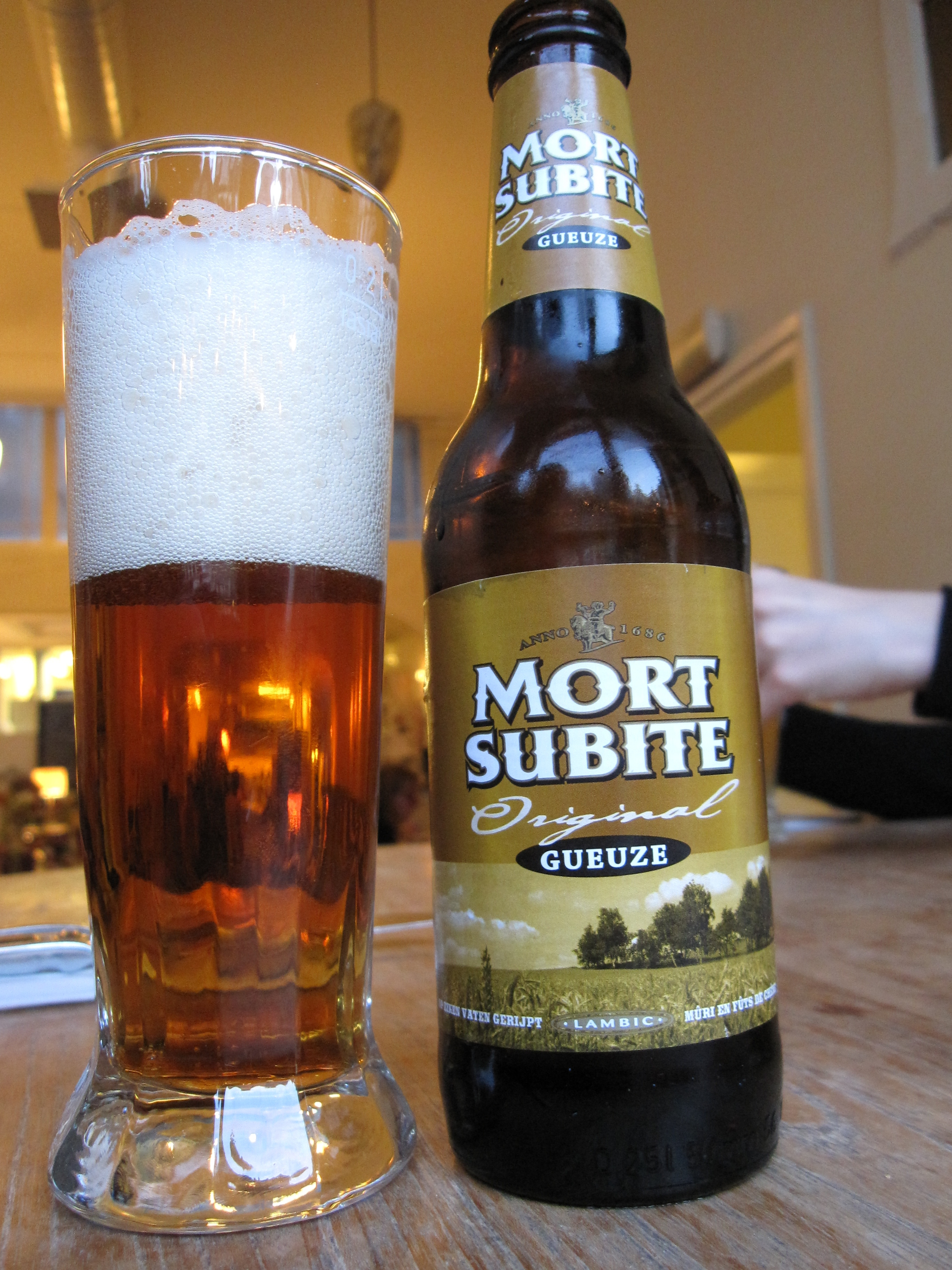
Gueuze

## Piwa dolnej fermentacji

### Pilzner
Pilzner (pils) – piwo dolnej fermentacji, którego nazwa wywodzi się od czeskiego miasta Pilzna. Popularność tego gatunku rozpoczęła się w 1842 r., kiedy pilzneński Browar Mieszczański zatrudnił bawarskiego mistrza piwowarskiego Josefa Grolla, znanego z dużego doświadczenia w produkcji piw leżakowanych w niskich temperaturach. Groll wykorzystał bardzo miękką pilzneńską wodę oraz charakterystyczny chmiel czeski i 5 października 1842 rozpoczął warzenie nowej warki. Po raz pierwszy została ona rozlana 11 listopada 1842 r.. Handlowo dostępna jest jako Pilsner Urquell. Odpowiednio przygotowany jasny słód (dzisiaj nazywany pilzneńskim), miękka woda, żatecki, niezwykle aromatyczny i wysokiej jakości chmiel oraz dolna fermentacja przyczyniły się do powstania bardzo jasnego (jednego z najjaśniejszych lagerów) piwa o wysokiej klarowności, wysokiej zawartości aromatycznego chmielu, gładkim i czystym kwiatowym aromacie i wytrawnym posmaku. Tradycyjnie pilznery warzone są metodą dekokcyjną. Z czasem wykształciły się dwie główne odmiany tego gatunku, wynikające z uwarunkowań geograficznych, tradycji i kierunków rozwoju. Są to pilzner czeski oraz niemiecki.

#### Pilzner czeski
Pilzner czeski charakteryzuje się obfitym bukietem i wyraźnymi nutami słodowymi, chmielowo-korzennymi i ziołowymi. Posiada czysty, gładki smak bez estrów owocowych. W drugorzędowych cechach aromatyczno-smakowych wyczuwalne mogą być nuty zboża, herbatników, kwiatów, miodu, karmelu. Finisz jest co najmniej półwytrawny i długi, a goryczka cierpka i ziołowa. W przeciwieństwie do pilznera niemieckiego dopuszczalna jest nieznaczna zawartość diacetylu. Jest to piwo o barwie od słomkowej do ciemnozłotej, klarowne i posiadające obfitą i trwałą pianę zostawiającą ślady na szkle. Pilzner czeski posiada średnią, ale większą niż pilzner niemiecki treściwość i warzony jest na bardzo miękkiej wodzie o niewielkim zmineralizowaniu. W przeciwieństwie do pozostałych lagerów posiada większy stopień goryczki i mniejszą zawartość alkoholu.
| pochodzenie | fermentacja | ekstrakt (e.w. / °Blg) | alkohol (% obj.) | goryczka (IBU) | barwa (EBC) | piana                | nasycenie          |
| ----------- | ----------- | ---------------------- | ---------------- | -------------- | ----------- | -------------------- | ------------------ |
| Czechy      | dolna       | 11-13,9                | 4-5,4            | 25-50          | 6-14        | obfita/bardzo trwała | średnie do wysokie |

#### Pilzner niemiecki
W przeciwieństwie do pilznera czeskiego odmiana niemiecka może być trochę jaśniejsza, jednakże ani w zapachu, ani w smaku nie powinien występować diacetyl, ani estry owocowe. Pilzner niemiecki cechuje bardzo wyraźna, ale szlachetna goryczka chmielowa z domieszką nut kwiatowych i korzennych. Ze względu na głębokie odfermentowanie oraz zawartość siarczanów w wodzie posmak goryczkowy jest wyczuwalny stosunkowo długo. W smaku chmiel powinien ujawniać cechy charakterystyczne dla niemieckich odmian chmielu. Treściwość pilznera niemieckiego kształtuje się na poziomie średnim do niskiego. Zarówno w zapachu, jak i w smaku mogą być wyczuwalne cukry resztkowe oraz minimalne stężenie siarki i DMS-u. Nasycenie może być nieznacznie wyższe niż w pilznerach czeskich.
| pochodzenie | fermentacja | ekstrakt (e.w. / °Blg) | alkohol (% obj.) | goryczka (IBU) | barwa (EBC) | piana                | nasycenie          |
| ----------- | ----------- | ---------------------- | ---------------- | -------------- | ----------- | -------------------- | ------------------ |
| Niemcy      | dolna       | 11-12,9                | 4-5,2            | 25-50          | 6-8         | obfita/bardzo trwała | średnie do wysokie |

### Lager
Lager to ogólne pojęcie oznaczające grupę piw dolnej fermentacji, zarówno jasnych jak i ciemnych, o zrównoważonej budowie słodowo-chmielowej. Od pilznerów wyróżnia je większa zawartość ekstraktu oraz alkoholu, ciemniejszy kolor, mniejsza goryczka kosztem większej treściwości i słodowości. Pilznery są smukłe, lagery są krągłe. Z kolei w odróżnieniu od koźlaków lagery są mniej ekstraktywne, mniej alkoholizowane i nieco jaśniejsze. Jasny lager (pale lager) to podgrupa piw typu lager obejmująca wyłącznie jasne piwa.
| pochodzenie   | fermentacja | ekstrakt (e.w. / °Blg) | alkohol (% obj.) | goryczka (IBU) | barwa (EBC) | piana                | nasycenie          |
| ------------- | ----------- | ---------------------- | ---------------- | -------------- | ----------- | -------------------- | ------------------ |
| Europa/Niemcy | dolna       | 11-12,5                | 4,5-5,5          | 16-25          | 8-11        | obfita/bardzo trwała | średnie do wysokie |

### Mild Lager
Mild lager, czyli lager łagodny ma identyczne parametry jak klasyczny lager, jednak wykazuje mniejszy udział chmielu goryczkowego i  poziomu goryczy.
| pochodzenie | fermentacja | ekstrakt (e.w. / °Blg) | alkohol (% obj.) | goryczka (IBU) | barwa (EBC) | piana                | nasycenie          |
| ----------- | ----------- | ---------------------- | ---------------- | -------------- | ----------- | -------------------- | ------------------ |
| Europa      | dolna       | 11-12,5                | 4,5-5,5          | 10-16          | 8-11        | obfita/bardzo trwała | średnie do wysokie |

### Premium/Export Lager
Export Lager, w Polsce najczęściej występujący jako Premium odróżnia się od klasycznego lagera nieco większym poziomem ekstraktu, alkoholu i goryczy.
| pochodzenie | fermentacja | ekstrakt (e.w. / °Blg) | alkohol (% obj.) | goryczka (IBU) | barwa (EBC) | piana                | nasycenie          |
| ----------- | ----------- | ---------------------- | ---------------- | -------------- | ----------- | -------------------- | ------------------ |
| Europa      | dolna       | 12-14                  | 5-6              | 18-30          | 10-14       | obfita/bardzo trwała | średnie do wysokie |

### Marcowe
Piwo marcowe – nazwa piwa wywodzi się od okresu, w którym warzono to piwo. Ze względu na brak urządzeń chłodniczych niezbędnych do leżakowania i dojrzewania piwa, sezon warzelniczy trwał do końca XIX wieku od października do kwietnia. Marzec był ostatnim miesiącem, w którym można było zebrać świeży lód i wyłożyć nim piwnice, by zapewnić odpowiedni chłód. Piwo marcowe musiało nie tylko się dobrze ułożyć, ale również nadawać się do spożycia w gorących miesiącach letnich. Z tego powodu ostatnia warka w sezonie warzelniczym była zacierana na uzyskanie większej ilości alkoholu dobrze konserwującego trunek. Zasyp brzeczki tworzą słody wiedeńskie, monachijskie, pilzneńskie oraz słody prażone, które nadają piwu barwę miedziano-bursztynową. Słodowość piwa wyraźnie zauważalna jest w smaku, gdzie zdecydowanie tonuje gorycz szlachetnych i aromatycznych odmian chmielu. Wadą jest diacetyl, wyraźna karmelowość lub prażone nuty charakterystyczne dla piw ciemnych. Od pilznera marcowe różni większa treściwość, mniejsza goryczka, użycie ciemniejszych słodów i większa moc alkoholu. Mocniejsze piwa marcowe znane są od czasów średniowiecza i warzone były również w Polsce. Krakowskie statuty cechowe z 1593 roku wymieniają m.in. „piwo, które zowią marzec pospolicie”. Tym niemniej za prekursora współczesnych piw marcowych uchodzi Austriak Anton Dreher senior, który jako pierwszy opracował nowoczesną technologię warzenia piw dolnej fermentacji (das Schwechater Lagerbier, 1840 r.) oraz jako pierwszy w monarchii austro-węgierskiej użył maszyny parowej w procesie warzenia piwa. Na obszarze anglojęzycznym piwa marcowe są synonimem piw typu Oktoberfestbier, a więc mocniejszej wersji piw marcowych warzonych specjalnie na jesienny festyn w Monachium.
| pochodzenie | fermentacja | ekstrakt (e.w. / °Blg) | alkohol (% obj.) | goryczka (IBU) | barwa (EBC) | piana                | nasycenie          |
| ----------- | ----------- | ---------------------- | ---------------- | -------------- | ----------- | -------------------- | ------------------ |
| Austria     | dolna       | 12,2-14                | 4,8-5,9          | 20-28          | 14-28       | obfita/bardzo trwała | średnie do wysokie |

### Oktoberfestbier
Oktoberfestbier to piwa wywodzące się bezpośrednio z tradycji piw marcowych. Nowy sezon warzelniczy rozpoczynał się w październiku (w miesiącach letnich nie warzono piwa), natomiast ostatnim dostępnym piwem były piwa warzone w marcu. Przed rozpoczęciem nowego sezonu organizowano festyny, na których serwowano ostatnie, mocno już odleżakowane i najmocniejsze (alkohol konserwuje piwo na długie miesiące) piwo z marca. Również na Oktoberfest serwowano to piwo, gdyż początkowo nie sposób było uwarzyć nowego, świeżego piwa. Rozwój techniki (kotły warzelne na parę, maszyny chłodnicze itp.) zmienił tę sytuację, jednakże zachowała się tradycja mocnych piw marcowych. Piwa typu Oktoberfestbier to najmocniejsi przedstawiciele piw marcowych. Warzone są z ekstraktu 13,5-14% i zawierają ok. 5,8-6,3% alkoholu. Na festynie Oktoberfest dopuszczonych do sprzedaży jest jedynie 6 piw z tradycyjnych monachijskich browarów: Augustiner Bräu Oktoberfest Bier (6,0% vol.), Hacker-Pschorr Oktoberfest Märzen (5,8% vol.), Hofbräu Oktoberfestbier (6,3% vol.), Löwenbräu Oktoberfestbier (6,1% vol.), Paulaner Oktoberfest Bier (6,0% vol.) oraz Spaten Oktoberfestbier (5,8% vol.). Siłą rzeczy to one wyznaczają współczesne trendy dla piw typu Oktoberfestbier. Jednym z nich jest barwa, która inaczej niż w piwach marcowych jest bardziej ciemnozłota niż miedziana. Piwa te początkowo nazywano Wiener Export (eksport = mocniejsza wersja) lub Vienna Lager, jednakże ze względu na marketingowy rozwój festynu w Monachium funkcjonuje dziś nazwa Oktoberfestbier. Podstawowym składnikiem tych piw jest podobnie jak w piwach marcowych tzw. słód wiedeński.
| pochodzenie    | fermentacja | ekstrakt (e.w. / °Blg) | alkohol (% obj.) | goryczka (IBU) | barwa (EBC) | piana                | nasycenie          |
| -------------- | ----------- | ---------------------- | ---------------- | -------------- | ----------- | -------------------- | ------------------ |
| Niemcy/Austria | dolna       | 13,5-14                | 5,8-6,3          | 18-28          | 14-28       | obfita/bardzo trwała | średnie do wysokie |

### Kellerbier
Kellerbier oznacza piwo piwniczne. Dawniej był to synonim piwa prosto z piwnicy, piwa niefiltrowanego, a więc nieklarownego, świeżego, choć nisko nagazowanego, gdyż czasami trzymane było w beczkach niezaszpuntowanych. W zasypie brzeczki dominuje słód pilzneński z niewielkim dodatkiem słodu monachijskiego i karmelowego. Kellerbier tradycyjnie zacierany jest dekokcyjnie. Posiada barwę od złotej do bursztynowej. Aromat zbudowany jest z zapachów świeżego chleba, słodu, nut kwiatowych, ziołowych i skojarzeń przywodzących na myśl naturalną, drewnianą beczkę piwną. Smak początkowo jest  zbożowy, słodowy, chlebowy, następnie wyczuwalne są nuty ziołowe i żywiczno-chmielowe, końcówka jest natomiast wytrawna, chmielowa. Piwo jest świeże i orzeźwiające, ma czysty, lagerowy charakter i wytrawną chmielowość zbalansowaną świeżym słodem.
| pochodzenie | fermentacja | ekstrakt (e.w. / °Blg) | alkohol (% obj.) | goryczka (IBU) | barwa (EBC) | piana          | nasycenie           |
| ----------- | ----------- | ---------------------- | ---------------- | -------------- | ----------- | -------------- | ------------------- |
| Niemcy      | dolna       | 11-14                  | 4,5-5,6          | 30-40          | 8-40        | średnia/trwała | niskie do średniego |

### Koźlak
Koźlak znany jest od XVI w. Swój rodowód wywodzi z dolnosaksońskiego miasta Einbeck, gdzie warzono mocne piwo Starkbier. Było ono wówczas piwem górnej fermentacji eksportowanym do wielu państw. Rozsmakowali się w nim również książęta bawarscy, którzy w XVI w. postanowili piwo to nie tylko importować, ale warzyć u siebie. Ze względu na duże zaawansowanie piwowarów bawarskich w produkcji piw dolnej fermentacji, sukcesywnie odchodzono od fermentacji górnej, tak więc dziś piwo to warzone jest najczęściej przy użyciu drożdży dolnej fermentacji. Tradycyjna górna fermentacja kultywowana jest głównie w Holandii, a piwo to znane jest jako koźlak jesienny. W Niemczech natomiast koźlak warzony jest jedynie przy pomocy dolnej fermentacji, dotyczy to również piw typu Urbock. Koźlak jest piwem o dużej zawartości alkoholu i ekstraktu, którego nie może być mniej niż 16% e.w. lub 18% w przypadku koźlaków dubeltowych. Z tego powodu koźlaki są piwami treściwymi z umiarkowanym nasyceniem. Ich barwa charakteryzuje się jaśniejszą lub ciemniejszą tonacją bursztynową. Koźlak zawiera wyraźne nuty słodowe oraz niski do średniego poziom chmielu.

#### Koźlak tradycyjny
Koźlak tradycyjny należy do piw ciemnych o barwie od jasnobursztynowej poprzez miedzianą do brązowej ze skrzącymi odblaskami świadczącymi o bardzo dobrej klarowności osiągniętej dzięki długiemu leżakowaniu piwa. Piana jest obfita, trwała i kremowa o nieco ciemniejszym zabarwieniu. Koźlak tradycyjny zawiera od 16-18% ekstraktu brzeczki oraz ok. 6-8% alkoholu, który nie powinien być zanadto wyczuwalny w smaku, lecz posiadać właściwości rozgrzewające. Estry owocowe wyczuwalne są w koźlaku w niewielkim stopniu, podobnie jak chmiel, który ma właściwości tonujące i harmonizujące słodycz słodu. Wiodącą rolę odgrywa właśnie słód w delikatnie przypalonej tonacji karmelowej nie wpadając jednakże w mocno prażone nuty. Na wyraźnie słodowy charakter piwa wpływa użycie słodów monachijskich oraz wiedeńskich. Obecna w smaku nuta karmelowa wynika z zacierania dekokcyjnego i przedłużonego okresu warzenia. Na podniebieniu pozostaje delikatna słodowo-karmelowa słodycz stonowana goryczą alkoholowo-chmielową o zróżnicowanej intensywności. Jeżeli w piwie obecne są nuty owocowe, to nie mają one charakteru drożdżowego, lecz wynikają z użycia specjalnych słodów. Ze względu na dużą zawartość ekstraktu oraz alkoholu jak również umiarkowane nasycenie koźlaki charakteryzują się dość wysoką treściwością i nie należą do piw o charakterze orzeźwiającym.
| pochodzenie | fermentacja | ekstrakt (e.w. / °Blg) | alkohol (% obj.) | goryczka (IBU) | barwa (EBC) | piana         | nasycenie           |
| ----------- | ----------- | ---------------------- | ---------------- | -------------- | ----------- | ------------- | ------------------- |
| Niemcy      | dolna       | 16-18                  | 6-8              | 20-40          | 40-60       | obfita/trwała | niskie do średniego |

#### Koźlak dymiony (Rauchbock)
Koźlak dymiony (Rauchbock/Urbock) to tradycyjna odmiana piw typu koźlak. W czasach, kiedy suszenie słodu mogło odbywać się wyłącznie przy pomocy ognia i dymu, niemal każdy koźlak miał aromat i smak dymiony lub wędzony. Obecnie uwarzenie Rauchbocka wymaga użycia specjalnych słodów (20-100% zasypu) z charakterystycznymi nutami dymnymi. Koźlak dymiony zachowuje w pełni charakter klasycznego koźlaka, jednakże jego aromat i smak wyraźnie zdradza użycie słodów dymionych. W aromacie wyczuwalny jest aromat palonego drzewa, liści lub podwędzanych wędlin. Jego intensywność może być różna, od subtelnie zaznaczonej, po wyraźną i dominującą, ale zawsze dobrze jest wkomponowany w aromat dojrzałego melona i lekkiej prażoności – czyli klasycznej nuty koźlakowej. Diacetyl uznawany jest za wadę, podobnie jak silne aromaty alkoholowe (fuzle) lub estry owocowe. Aromat chmielu jest drugoplanowy o niewielkim natężeniu lub niemal niewyczuwalny. Smak odzwierciedla wrażenia aromatyczne: dominuje słodowość z nutami melanoidynowymi od słodów wiedeńskich i monachijskich, dobrze wyczuwalne nuty dymno-wędzone, bez oznak kwasowości. Goryczka jest średniointensywna, niedominująca i szlachetna mimo wysokiego poziomu alkoholu, nie ściągająca choć długa. 
| pochodzenie | fermentacja | ekstrakt (e.w. / °Blg) | alkohol (% obj.) | goryczka (IBU) | barwa (EBC) | piana         | nasycenie   |
| ----------- | ----------- | ---------------------- | ---------------- | -------------- | ----------- | ------------- | ----------- |
| Niemcy      | dolna       | 16-18                  | 6-8              | 20-30          | 30-60       | obfita/trwała | umiarkowane |

#### Koźlak lodowy (Eisbock)
Koźlak lodowy (Eisbock) to tradycyjna odmiana piwa pochodząca z regionu Kulmbach w Niemczech. Powstaje poprzez częściowe zamrożenie dubeltowego koźlaka. Tworzące się kryształy lodu są usuwane, co powoduje zmniejszenie ilości wody, zwiększenie zawartości alkoholu i wzmocnienie aromatu. Koncentracja brzeczki w wyniku zabiegu zamrażania może się wahać od 7% do 33% obj. Koźlak lodowy ma wygląd przejrzysty, kolor od głębokiej miedzi do ciemnobrązowego, często z rubinowymi przebłyskami, a konsystencja nie ma charakteru syropu i lepkości. Choć tworzy grubą pianę przy nalewaniu, jej trwałość obniża wysoka zawartość alkoholu. Piwo to ma intensywny, bogaty aromat powstały ze słodów monachijskich i specjalnych. Nadają one piwu słodką nutę owocową, zwłaszcza suszonych śliwek i rodzynek. Wyczuwalny jest też alkohol, ale niemal nieobecny jest zapach i smak chmielowy. Smak pełny i łagodny, czuć wyraźnie zawartość alkoholu, choć nie powinna ona nadawać wrażenia palenia czy ostrości. Wyczuwalna jest również słodowa słodycz, owoce, nuta czekolady, alkohol. Koźlak lodowy wykazuje klasyczny charakter piwa dolnej fermentacji, zacierany jest metodą dekokcyjną.
| pochodzenie | fermentacja | ekstrakt (e.w. / °Blg) | alkohol (% obj.) | goryczka (IBU) | barwa (EBC) | piana                      | nasycenie |
| ----------- | ----------- | ---------------------- | ---------------- | -------------- | ----------- | -------------------------- | --------- |
| Niemcy      | dolna       | 18,9-28,1              | 8,6-14,4         | 25-35          | 18-50       | średnioobfita/krótkotrwała | niskie    |

### Porter bałtycki
Porter bałtycki powstał z połączenia koźlaka dubeltowego i angielskiego Imperial Stout na przełomie XIX i XX wieku. Ze względu jednak na wówczas powszechną już dostępność technologii, porter bałtycki wytwarzany był przy użyciu drożdży dolnej fermentacji.
W smaku i aromacie wyczuwalna jest słodowa słodycz z nutami karmelu, toffi, orzecha, ale w cechach drugorzędowych możliwe są również estry takich owoców jak suszone śliwki, rodzynki, wiśnie, czarna porzeczka. Dodatek słodów ciemnych nadaje piwu również aromatu i smaku kawy, czekolady, melasy – nigdy jednak nie powinny być wyczuwalne nuty bardzo palone i kwaśne. Duża moc alkoholu powinna pełnić rolę rozgrzewającą, wyraźnie wyczuwalny ostry alkohol lub nieprzyjemna alkoholowa lub palona goryczka są wadą. Porter bałtycki powinien być gładki i łagodny w smaku z dobrze zbalansowanym słodko-wytrawnym finiszem z domieszką wiodącej nuty zapachowo-smakowej. Dobre portery bałtyckie cechuje złożony, wielowarstwowy, ale dobrze zharmonizowany smak. Są treściwe i słodowe z nieznaczną ilością wyczuwalnego chmielu. Warzone są z użyciem słodu pilzneńskiego, monachijskiego, barwiącego i karmelowego.
W kolorze porter bałtycki jest niemal czarny z brązową, bardzo obfitą i trwałą pianą.
Polskie portery bałtyckie należą nie tylko do najlepszych przedstawicieli gatunku, ale również do najtęższych i najmocniejszych. Tradycyjnie zawierają one w Polsce 22% e.w. i do 9,5% alk.
| pochodzenie        | fermentacja | ekstrakt (e.w. / °Blg) | alkohol (% obj.) | goryczka (IBU) | barwa (EBC) | piana                       | nasycenie |
| ------------------ | ----------- | ---------------------- | ---------------- | -------------- | ----------- | --------------------------- | --------- |
| Kraje nadbałtyckie | dolna       | 18-22                  | 8-9,5            | 35-40          | 60+         | bardzo obfita/bardzo trwała | średnie   |

## Piwa górnej fermentacji

### Pszeniczne
Piwo pszeniczne znane jest od początków piwowarstwa, od czasów Sumeru i Babilonu, gdzie wyrabiano piwo z orkiszu – odmiany pszenicy. Również w Europie doby średniowiecza było ono bardzo popularne. O polskim piwie pszenicznym pisał Gall Anonim, Długosz, Kadłubek. Kiedy w Bawarii wprowadzono prawo czystości składu (Reinheitsgebot) i zabroniono korzystania z pszenicy, w Polsce piwo to było niezwykle popularne i cenione. Kres piwu pszenicznemu przyniósł rozwój dolnej fermentacji w XIX w. i popularność piw typu lager. Renesans nastąpił w Niemczech w latach 70. XX wieku, gdzie browary coraz częściej warzyły piwa białe (Weissbier), pszeniczne (Weizen) i drożdżowo-pszeniczne (Hefe-Weizen). Różne odmiany piw pszenicznych łączy kilka wspólnych cech: warzone są one przy użyciu drożdży górnej fermentacji, ze słodów pszenicznych oraz jęczmiennych. Dla zachowania wyraźnego profilu pszenicznego piwa słody z pszenicy powinny wynosić ok. 50% i więcej całego zasypu. Cechą charakterystyczną podczas zacierania piw pszenicznych jest zastosowanie tzw. przerwy ferulikowej w temperaturze 44 °C. Wstrzymanie podnoszenia temperatury zacieru na kilkanaście minut powoduje wytworzenie ze słodu pszenicznego kwasu ferulowego, który następnie w trakcie fermentacji dekarboksylowany jest przez drożdże. Wynikiem tego jest powstanie związku 4-winylogwajakol, którego aromat przypomina goździki. 
W zapachu wyraźnie wyczuwalne są goździki, dojrzałe banany i pszenica. Profil aromatyczno-smakowy uzupełniają nuty cytrusowo-kwaskowe, waniliowe i korzenno-owocowe. Aromat chmielu jest na niskim lub zerowym poziomie. Występowanie diacetylu i DMS-u jest wadą. Barwa piw pszenicznych waha się od jasnożółtej do pomarańczowej. Piana powinna być długotrwała, mocna i stabilna. Z wyjątkiem Kristallweizen piwa pszeniczne są niefiltrowane, dlatego obecne są osady drożdżowe i białkowe nadające piwu mętności. Piwa pszeniczne zawierają dużą ilość dwutlenku węgla, dlatego są orzeźwiające i nie mogą być zbyt treściwe, pełne, słodkie.

#### Hefeweizen
Piwa drożdżowo-pszeniczne znane powszechnie jako Hefe-Weizen (niem. Hefe – drożdże, Weizen – pszenica) charakteryzują się nutami bananowymi, gruszkowymi, goździkowymi pochodzącymi od drożdży, które dodatkowo nadają piwu specyficznej goryczki i posmaku drożdżowego. Intensywność fenoli i estrów owocowych może być zróżnicowana, jednakże powinna być zawsze dobrze zrównoważona i dobrze wyczuwalna. Aromat chmielu jest na poziomie niskim lub niemal nieobecny. Ze względu na 50-70% udział słodu pszenicznego w zasypie powinien być on dobrze wyczuwalny w postaci smaków i aromatów chlebowych lub świeżego ziarna. W drugo- i trzeciorzędowych cechach aromatyczno-smakowych mogą występować nuty cytrusów, wanilii i gumy balonowej tonujące garbnikowe i cierpkie wrażenie drożdży. Finisz powinien być cierpko-słodowy, długi i gładki. Barwa piw drożdżowo-pszenicznych waha się od bladosłomkowych do ciemnozłotych. Nie są one filtrowane, więc pozostałość białka powoduje naturalną mętność, przyczynia się jednak do gęstej i trwałej piany tworzącej na koronie szklanki obszerną czapę. Ze względu na osad białkowo-drożdżowy zbierający się na dnie butelki istotny jest sposób nalewania piwa. Powinno być ono nalewane do szklanki delikatnie i za jednym razem, lecz przed nalaniem ostatnich 20% należy zamieszać butelką i wlać resztę piwa z osadem. Piwa drożdżowo-pszeniczne to jasne, korzenne, owocowe i dobrze odświeżające piwa o średniej treściwości.
| pochodzenie | fermentacja | ekstrakt (e.w. / °Blg) | alkohol (% obj.) | goryczka (IBU) | barwa (EBC) | piana                       | nasycenie |
| ----------- | ----------- | ---------------------- | ---------------- | -------------- | ----------- | --------------------------- | --------- |
| Niemcy      | górna       | 11,8-14                | 4,3-5,6          | 8-15           | 5-18        | bardzo obfita/bardzo trwała | wysokie   |

#### Dunkelweizen
Piwa ciemne pszeniczne czyli Dunkelweizen to ciemniejsza odmiana klasycznych piw pszenicznych typu Hefeweizen. Barwa tego piwa waha się od bursztynowej przez miedzianą, jasnobrązową do brązowej. Za ciemniejszą barwę tych piw odpowiadają ciemne słody jęczmienne lub pszeniczne, słody monachijskie lub wiedeńskie. Czasami używa się również słodów karmelowych lub palonych pszenicznych lub jęczmiennych. Użycie takich słodów wpływa również na nieco ciemniejszą pianę oraz przede wszystkim na aromat, w którym uwypuklone są nuty orzechowe, karmelowe, korzenne, cynamonowe, czekoladowe i waniliowe stanowiące wzbogacenie klasycznie pszenicznych aromatów cytrusowych, bananowych i goździkowych. Odczucia smakowe również odzwierciedlają wpływ aromatu, który dodatkowo może dawać wrażenie słodkości większej niż w rzeczywistości. Tradycyjnie obfite nagazowanie przydaje piwu rześkości i walorów orzeźwiających.
| pochodzenie | fermentacja | ekstrakt (e.w. / °Blg) | alkohol (% obj.) | goryczka (IBU) | barwa (EBC) | piana         | nasycenie |
| ----------- | ----------- | ---------------------- | ---------------- | -------------- | ----------- | ------------- | --------- |
| Niemcy      | górna       | 11-14                  | 4,5-5,5          | 10-18          | 28-45       | obfita/trwała | wysokie   |

#### Witbier
Witbier – pszeniczne piwo o kilkusetletniej tradycji wywodzące się z Belgii. Odznacza się wyraźnym charakterem korzenno-zbożowym ze słodko-wytrawnym cytrusowym posmakiem. Warzone z dodatkiem ozimej pszenicy niesłodowanej – może wynosić nawet 50% zasypu, słodu jęczmiennego typu pilzneńskiego, owsa oraz świeżo zmielonych skórek cytrusowych curacao, których jednak naturalna goryczka nie powinna być nadmiernie wyczuwalna. Czasami aromat i smak wzbogaca dodatek kolendry, imbiru, cynamonu lub niektórych odmian pieprzu. Witbier fermentowany jest z użyciem specjalnych szczepów drożdży podkreślających cytrusowy charakter piwa. Jest to piwo lekkie, niefiltrowane, niezwykle orzeźwiające. Barwa witbiera waha się od jasnosłomkowego do jasnozłotego. Ze względu na brak filtracji i dodatek niesłodowanej pszenicy sprawia wrażenie mleczno-waniliowego, lekko kremowego shake'a. Finisz jest wytrawny, ale nie gorzki, z nutą cytrusowości i słodu pszenicznego. Zarówno chmiel, jak i goryczka pochodząca od chmielu są niemal niewyczuwalne i nie burzą owocowo-korzennego charakteru piwa. Pełnia smakowa witbiera nie powinna być ani zbyt wątła, ani zbyt obfita, ciężka, esencjonalna. Witbier jest piwem eleganckim, gładkim, rześkim i umiarkowanie treściwym. Nie nadaje się do długiego leżakowania, powinien być pity świeży i młody.
| pochodzenie | fermentacja | ekstrakt (e.w. / °Blg) | alkohol (% obj.) | goryczka (IBU) | barwa (EBC) | piana         | nasycenie          |
| ----------- | ----------- | ---------------------- | ---------------- | -------------- | ----------- | ------------- | ------------------ |
| Belgia      | górna       | 11-12,5                | 4,5-5,2          | 10-17          | 4-8         | obfita/trwała | średnie do wysokie |

#### Koźlak pszeniczny
Koźlak pszeniczny to połączenie cech charakterystycznych dla koźlaków z właściwościami piw pszenicznych ciemnych. Sama nazwa może być nieco myląca, gdyż jest to piwo pszeniczne górnej fermentacji o sile koźlaka, a nie dolnofermentacyjny koźlak z dodatkiem pszenicy. Bukiet oraz smak zdominowane są przez charakterystyczne dla koźlaków nuty melanoidynowe, słodowe i owocowe (śliwka, winogrono, rodzynki) uzupełnione wyraźnie wyczuwalnymi fenolami, w szczególności wanilią i goździkiem oraz estrami bananowymi. Możliwe są lekko kwaskowe oraz czekoladowe wtrącenia. Aromat lub smak chmielu są w zasadzie nieobecne, a niewielkie ilości chmielu dodawane są jedynie dla korekty goryczy w posmaku. Występowanie nut prażonych, diacetylu lub DMS-u zalicza się do wad. Użycie jęczmiennych słodów monachijskich ciemnych i jasnych słodów wiedeńskich oraz słodów karmelowych lub czekoladowych wzmacnia występowanie nut chlebowych i karmelowych i przyczynia się do krągłości piwa. Natomiast słody pszeniczne (50-70% zasypu) dodatkowo przydają piwu wrażenia kremowatości. Piwa tego gatunku mają zróżnicowaną barwę, od jasnobursztynowej do ciemnorubinowej. Są niefiltrowane i zawierają dużą zawartość białka, co powoduje mętność. Ich prekursorem jest niemieckie piwo Aventinus.
| pochodzenie | fermentacja | ekstrakt (e.w. / °Blg) | alkohol (% obj.) | goryczka (IBU) | barwa (EBC) | piana         | nasycenie          |
| ----------- | ----------- | ---------------------- | ---------------- | -------------- | ----------- | ------------- | ------------------ |
| Niemcy      | górna       | 16-20                  | 7-8,2            | 14-18          | 25-75       | obfita/trwała | średnie do wysokie |

Koźlak pszeniczny może występować w mocniejszych odmianach jako: 
- koźlak pszeniczny dubeltowy (min. 18° Blg. ekstraktu i 8-10% alkoholu)
- koźlak pszeniczny lodowy (zawartość ekstraktu ok. 25-28° Blg., alkoholu ok. 10-12%, barwa ciemnobursztynowa lub ciemnomiedziana, piana obfita, ale nietrwała[11]. Otrzymywany jak wszystkie inne piwa lodowe poprzez zamrożenie brzeczki i usunięcie kryształków lodu, co skutkuje większą ilością alkoholu i ekstraktu i mniejszym udziałem wody).

### Pale Ale

#### Belgian Pale Ale

##### Blond ale
Blond (golden) ale – piwo górnej fermentacji wywodzące się z Belgii, czasami klasyfikowane jako Belgian Strong Pale (Golden) Ale. Jest to jaśniejsza odmiana klasycznego belgijskiego pale ale, warzona z dodatkiem przypraw korzennych i aromatycznych szyszek chmielowych przy użyciu słodów ciemnych oraz mieszanki jasnych słodów nadających aromatowi kwiatowy charakter i jasno- lub złotobursztynową barwę. Pełnię bukietu uzupełniają wyczuwalne estry owocowe brzoskwini, pomarańczy, jabłek i odrobina korzennej goryczki lub łagodnego, zielonego pieprzu. Mimo wysokiej zawartości alkoholu nie jest on zanadto wyczuwalny, gdyż umiejętnie skrywa go delikatna słodowa słodycz i owocowo-korzenne estrowe nuty. Alkohol ma charakter rozgrzewający, ale nie ściągający. Goryczka jest na poziomie co najmniej średnim i powstaje z kombinacji chmielu, fenoli drożdżowych i alkoholu. Uwidacznia się przede wszystkim w trzeciej fazie smakowej (posmaku), a dodatkowo wzmaga ją wysoka zawartość dwutlenku węgla. Mimo dużej zawartości ekstraktu osiągniętego m.in. dodatkiem cukru kandyzowanego (wpływa również na jasną barwę), treściwość blond ale jest na poziomie średnim ze względu na wysokie nasycenie.
Piana jest obfita i trwała i pozostawia charakterystyczną tzw. koronkę brabancką na szkle. Blond ale nawiązuje do cech charakterystycznych belgijskiego tripel, jest jednakże jaśniejszy w barwie, mniej treściwy, bardziej musujący, a co za tym idzie bardziej odświeżający i rześki. Prekursorem gatunku jest piwo Duvel z belgijskiego browaru Duvel Moortgat.
| pochodzenie | fermentacja | ekstrakt (e.w. / °Blg) | alkohol (% obj.) | goryczka (IBU) | barwa (EBC) | piana         | nasycenie |
| ----------- | ----------- | ---------------------- | ---------------- | -------------- | ----------- | ------------- | --------- |
| Belgia      | górna       | 13,5-16,8              | 7-9              | 25-35          | 10-20       | obfita/trwała | wysokie   |

#### India Pale Ale
Piwo z mocnym chmielowym aromatem i w związku z tym, również bardzo charakterystycznym posmakiem goryczki. To piwo powstało po to, żeby mieszkańcy brytyjskich kolonii mogli orzeźwić się w upalne dni. Tradycyjne brytyjskie piwa źle znosiły długie podróże statkami i nawet na najszybszych kliprach potrafiły się zepsuć, zanim trafiły na stoły w Indiach. Na szczęście brytyjscy piwowarzy wiedzieli, że chmiel ma właściwości konserwujące i dlatego uwarzyli dla swoich rodaków mieszkających za oceanem piwo z odpowiednio większą dawką szyszek chmielowych. To był strzał w dziesiątkę. Takie piwo bez problemu znosiło dalekie podróże.

##### American India Pale Ale
American IPA to amerykańska odmiana wersji angielskiej. Barwa piwa może wahać się od złotej do miedzianej, ale może być też w tonacji pomarańczowej. Klarowność winna być zachowana, jednakże piwa chmielone na zimno mogą wykazywać lekką mętność. Cechą charakterystyczną jest wyraźny aromat chmielowy o kompleksowych i złożonych nutach cytrusów, kwiatów, perfum, żywicy, trawy, roślin, owoców pochodzący od aromatycznych odmian chmielu, najczęściej amerykańskiego. Słód, choć lekko wyczuwalny, zdecydowanie ustępuje miejsca chmielowi. W mocniejszych wersjach może być wyczuwalny alkohol, ale powinien być dobrze zharmonizowany z ogólnym profilem. W ustach dominuje zdecydowany chmiel, osadzony na gładkiej podbudowie słodowej. A wiodącą nutą smakową jest charakterystyczna silna goryczka, która nie powinna być taninowa ani ściągająca, ale mimo to dominująca. Mogą być wyczuwalne nuty karmelowe lub prażone. Odczucia retronosowe to zboże i lekka słodycz. AIPA jest co najmniej lekkotreściwa, jednakże lżejsza niż wersja angielska. Nasycenie jest dość obfite i dodatkowo wpływa na wytrawność piwa. Możliwą wadą piwa jest obecność diacetylu, natomiast dopuszczalny jest dwutlenek siarki w minimalnym stężeniu. Pochodzi on od wody i drożdży.
| pochodzenie    | fermentacja | ekstrakt (e.w. / °Blg) | alkohol (% obj.) | goryczka (IBU) | barwa (EBC) | piana            | nasycenie          |
| -------------- | ----------- | ---------------------- | ---------------- | -------------- | ----------- | ---------------- | ------------------ |
| Ameryka/Anglia | górna       | 13,8-18,2              | 5,5-7,5          | 40-70          | 12-30       | obfita/b. trwała | średnie do wysokie |

##### Imperial India Pale Ale
Zwane jest również Double (podwójne) IPA. Jest to mocniej chmielona i mocniej alkoholowa wersja India Pale Ale. Powstała dopiero w latach 90. XX wieku w Ameryce na fali warzenia kreatywnych piw rzemieślniczych. Barwa piwa waha się od głęboko złotej do miedzianej. W aromacie dominują intensywna chmielowość, cytrusy i kwiaty. Ze względu na częste zastosowanie chmielenia na zimno występują również aromaty żywicy, trawy i drewna. Wyczuwalne mogą być również nuty brzoskwini, marakui, rodzynków, orzecha, karmelu i ziół. Alkohol ze względu na wysoki poziom jest również wyczuwalny, jednak nigdy nie jest dominujący i ostry. Smak odzwierciedla również cechy aromatyczne: chmiel, cytrusowość, owocowość, żywicę, orzechy lub karmel. Goryczka stanowi ważny element tego piwa, osiągając niekiedy maksymalne pułapy IBU. Zawsze jest wyraźna i mocna, a nawet niezwykle mocna i dominująca. Mimo swojej mocy jest dobrze zbalansowana słodem, przyjemna i szlachetna. Ze względu na dość wysoką treściwość, IIPA często może sprawiać wrażenie piwa aksamitnego, lekko oleistego.
| pochodzenie | fermentacja | ekstrakt (e.w. / °Blg) | alkohol (% obj.) | goryczka (IBU) | barwa (EBC) | piana         | nasycenie |
| ----------- | ----------- | ---------------------- | ---------------- | -------------- | ----------- | ------------- | --------- |
| Ameryka     | górna       | 18-24                  | 7,5-10,5         | 65-120         | 10-26       | średniotrwała | średnie   |

#### Strong Pale Ale

##### Barley Wine
Barley Wine to w tłumaczeniu na język polski wino jęczmienne. Nazwa ta oznacza połączenie klasycznego piwnego surowca z mocą alkoholu charakterystycznego dla win. Aromat Barley Wine jest ciekawy i złożony. Mogą w nim występować nuty chlebowe, karmelowe, tostowe. Obecność chmieli angielskich nadaje piwu dodatkowo aromatów ziemistych, korzennych i kwiatowych, natomiast użycie chmieli amerykańskich skutkuje bardziej cytrusowymi nutami. Występują również aromaty suszonych owoców powstałe podczas fermentacji. W przypadku długo leżakowanych piw ujawniają się aromaty porto i sherry. Smak Barley Wine to połączenie słodu, chleba, herbatników, orzechów, karmelu i toffi. Długi i złożony finisz jest najczęściej półwytrawny lub półsłodki, alkohol jest wyczuwalny, ma charakter rozgrzewający, ale nigdy nie jest gryzący, drażniący. Mimo dość znacznej treściwości i niskiego nasycenia, piwo nie jest syropowate. Wersje amerykańskie są zwykle mocniej nachmielone i goryczkowe, nawiązują do Imperial IPA, jednakże z wyższym poziomem słodowości. Dobrze i długo leżakowany, Barley Wine nie jest piwem orzeźwiającym, należy je pić wolno, z szacunkiem i w umiarkowanych ilościach.
| pochodzenie   | fermentacja | ekstrakt (e.w. / °Blg) | alkohol (% obj.) | goryczka (IBU) | barwa (EBC) | piana              | nasycenie               |
| ------------- | ----------- | ---------------------- | ---------------- | -------------- | ----------- | ------------------ | ----------------------- |
| Wlk. Brytania | górna       | 20-30                  | 9-14             | 40-100         | 20-40       | niska/krótkotrwała | niskie do umiarkowanego |

### Stout
Historia tego piwa związana jest z porterem. Mocniejsze odmiany porteru nazywano Stout Porter, gdyż stout (wym. staut) w jęz. staroangielskim oznacza „mocny”. Stout kojarzony jest głównie z Irlandią, gdzie browar Guinness uczynił z niego swoje sztandarowe piwo. Jako osobny gatunek, nie łączony już z porterem, stout zaistniał ok. 1820 roku, krótko po wynalezieniu przez Daniela Wheelera obrotowej, bębnowej palarki do ziarna zbóż i kawy. Wynalazek ten spowodował możliwość silnego palenia zarówno słodu, jak i samego niesłodowanego jęczmienia. Te dwa surowce są właśnie podstawowym składnikiem zacieru brzeczki stoutowej, nadają jej charakterystyczny aromat, smak i niezwykle ciemną, wręcz czarną barwę. Stout popularny był nie tylko w Irlandii czy Anglii, ale również w całym imperium brytyjskim. Guinness swój stout wysyłany do odległych rejonów warzył poprzez zmieszanie części brzeczki osobno poddanej fermentacji mlekowej z brzeczką główną. Efektem był lekko kwaskowaty smak pochodzący z wytworzonego kwasu mlekowego, który w tropikalnych rejonach przydawał piwu lekkości i orzeźwienia. Obecnie ze względu na stężenie brzeczki nastawnej, alkoholu oraz wiodącej nuty smakowo-aromatycznej wyróżnia się kilka rodzajów stoutów.

#### Dry Stout
Dry Stout zarówno w aromacie, jak i w smaku charakteryzuje się wyczuwalnymi nutami kawy, kakao, czekolady, palonego jęczmienia, zboża. Ze względu na użycie palonych zbóż i palonego niesłodowanego jęczmienia kolor piwa jest co najmniej ciemnobrązowy, a nierzadko nieprzejrzyście czarny. Również piana, która jest gęsta, trwała, ale drobna nie jest biała lecz kremowo-beżowa. W smaku wyczuwalna jest także wyraźna, dość mocna goryczka, której źródło stanowi zarówno chmiel, jak i palony jęczmień. Jako że Dry Stout jest piwem górnej fermentacji, może on zawierać nieznaczne aromaty i smaki estrowe, jednakże wyczuwalny karmel lub dwuacetyl uznawane są za wady. Piwo to nie jest słodkie, dlatego nieznaczna kwasowość w smaku jest ze względu na użyte składniki cechą naturalną. Dry Stout jest piwem lekkim, maksymalnie średniej treściwości o wysokiej pijalności.
| pochodzenie     | fermentacja | ekstrakt (e.w. / °Blg) | alkohol (% obj.) | goryczka (IBU) | barwa (EBC) | piana                | nasycenie           |
| --------------- | ----------- | ---------------------- | ---------------- | -------------- | ----------- | -------------------- | ------------------- |
| Anglia/Irlandia | górna       | 9,0-12,5               | 4-5              | 25-45          | 50-80       | średnioobfita/trwała | niskie do średniego |

#### Sweet Stout
Stout inaczej zwany jako Mleczny lub Kremowy Stout (ang. Milk Stout, Cream Stout). Nazwy te nadawano, dlatego że jednym z głównych składników tego piwa jest laktoza. Potocznie nazywa się te piwo sweet stout, gdyż nazwy Milk oraz Cream zostały zabronione w Anglii. Jednym z powodów dodania laktozy do tego piwa jest fakt niefermentowalności laktozy przez drożdze. Użycie laktozy powoduje znaczny wzrost słodkości piwa.

#### Stout aromatyzowany

##### Stout mleczny
Jest to milk stout, lecz nazwa ta została zabroniona w Anglii, aby kobiety karmiące piersią nie były wprowadzane w błąd jako piwo poprawiające laktacje.

##### Stout kawowy
Piwo z dodatkiem kawy, która na ogół jest dodawana na dwóch etapach. Pierwszy raz po wyłączeniu palnika, kiedy piwo jest schładzane w wirniku.

##### Stout ostrygowy
Stout ostrygowy (ang. oyster stout) jest stosunkowo rzadką odmianą stoutu. Można ją podzielić na dwa typy: te, które w założeniu dobrze komponują się z ostrygami, oraz te, które warzy się lub leżakuje przy użyciu ostryg (często wraz ze skorupkami, które mają dodawać gorzkości i wyjaśniać piwo) oraz soli morskiej. Klasyczny stout ostrygowy ma gorzki, palony, prawie słony smak z wytrawnym finiszem, w smaku ostrygi są prawie niewyczuwalne. Po raz pierwszy oyster stout uwarzono w Nowej Zelandii w 1929 roku, pomysł podchwyciły następnie angielskie browary, jednakże z perspektywy czasu nie zyskał on większej popularności.
Komercyjne przykłady:
- produkowane z dodatkiem ostryg: Oyster Stout (browar Porterhouse, Irlandia), Oyster Stout (browar Ventnor, Anglia), Pearl Necklace Oyster Stout (browar Flying Dog, Stany Zjednoczone);
- produkowane bez dodatku ostryg: Marston's Oyster Stout (browar Marston's, Anglia)[16].

#### Russian Imperial Stout
Nie ma określonej historii nazwy. Jedna z wersji mówi, że piwo było dostarczane na dwór carski, gdzie odniosło sukces, niemniej to sprawiło, że na bazie Imperial Stout powstał Bałtycki Porter. Jest to piwo górnej fermentacji, w przeciwieństwie do porteru, który jest dolnej fermentacji. Ekstrakt tego piwa zaczyna się od 18 stopni Plato wzwyż do 30 stopni Plato. To piwo jest bardzo gęstym piwem o bogatym smaku. Im wyższy początkowy ekstrakt, tym większa gęstość. Może posiadać od 8 do kilkunastu procent alkoholu. Zgodnie z założeniem powinno być słodkim piwem z wysoką goryczką, która będzie przeciwwagą.
Komercyjne przykłady:
- Profanity Stout z browaru Williams Bros

### Klasztorne

#### Piwa trapistów

##### Tripel
Mocne, ale lekkie w odbiorze piwo wywodzące się z klasztornych browarów Belgii. Cechą charakterystyczną piwa jest użycie do warzenia niemal wyłącznie jasnych słodów, jasnego cukru kandyzowanego oraz specjalnych drożdży belgijskich, które nadają piwu nut przyprawowych (pieprz, goździk, cynamon, gałka muszkatołowa) i owocowych (gruszka, banan, cytrusy, brzoskwinia, morela). W triplu odczucia chmielowe (kwiatowe, ziołowe) nie wychodzą na pierwszy plan, lecz mają za zadanie dopełnienie bukietu przyprawowo-owocowego i nadanie finiszowi smakowemu krótkiej i delikatnej goryczki. Jasne słody (nie palone, prażone) nadają piwu złocistej barwy o odcieniu od słomkowego do lekko pomarańczowego. Mimo dość dużej zawartości alkoholu nie powinien być on gryzący, szczypiący, lecz dobrze schowany za bazą słodową. Dość silne nagazowanie, przyjemne, złożone i lekkie nuty aromatyczno-smakowe oraz głębokie odfermentowanie dzięki użyciu cukru, nadają piwu wysokiej pijalności i lekkości, nawet większej niż wynikałoby to ze składu.
| pochodzenie | fermentacja | ekstrakt (e.w. / °Blg) | alkohol (% obj.) | goryczka (IBU) | barwa (EBC) | piana         | nasycenie            |
| ----------- | ----------- | ---------------------- | ---------------- | -------------- | ----------- | ------------- | -------------------- |
| Belgia      | górna       | 17-22                  | 7,5-10,5         | 20-40          | 8-14        | obfita/trwała | średnie do wysokiego |

### Kölsch
Kölsch – jedno z nielicznych piw niemieckich górnej fermentacji. Wywodzi się z Kolonii, której browary podpisały w 1986 r. tzw. Konwencję Kolońską. 11 lat później Unia Europejska ratyfikowała ten dokument, przyznając Piwu Kolońskiemu Chronione Oznaczenie Geograficzne. Od tej pory nazwa Kölsch zarezerwowana jest wyłącznie dla browarów z Kolonii i okolic. Piwo Kolońskie charakteryzuje się wysokim stopniem odfermentowania i jasnozłotą barwą osiąganą poprzez użycie słodów pszenicznych. Tradycyjny Kölsch jest filtrowany aż do skrzącego połysku. Posiada średnią pełnię smakową i delikatny chmielowy aromat z nieznacznymi nutami jabłka, brzoskwini lub wiśni. Smak charakteryzuje dobrze zrównoważony tercet łagodnych nut słodowych, minimalnej owocowej słodyczy i przyjemnej, subtelnej, ale nie długiej goryczy chmielowej. Na drugim planie może być niekiedy wyczuwalne ziarno pszenicy. Dwuacetyl lub alkohole wyższe nie występują. Zawartość alkoholu może dochodzić do 5,2%. Podczas warzenia piwa kolońskiego stosuje się zacieranie infuzyjne, bardzo miękką wodę, fermentację w niskich jak na drożdże górnej fermentacji temperaturach (15-17 °C) i co najmniej 30-dniowe leżakowanie. Zgodnie z Konwencją Kolońską piwo winno być podawane w prostych, cylindrycznych szklankach o pojemności 0,2 l.
| pochodzenie      | fermentacja | ekstrakt (e.w. / °Blg) | alkohol (% obj.) | goryczka (IBU) | barwa (EBC) | piana                         | nasycenie            |
| ---------------- | ----------- | ---------------------- | ---------------- | -------------- | ----------- | ----------------------------- | -------------------- |
| Kolonia (Niemcy) | górna       | 11-13                  | 4,8-5,2          | 18-25          | 3-8         | średnio obfita/średnio trwała | średnie do wysokiego |

### Altbier
Altbier pochodzi z Düsseldorfu, stolicy Nadrenii Północnej-Westfalii. Nazwa Alt czyli „stare” pojawiła się w XIX. Wówczas zaczęły królować jasne piwa typu lager. Altbier natomiast chciał podkreślić tradycję, regionalność i nawiązać do dawnych piw. Dlatego Altbier jest piwem górnej fermentacji, o barwie w tonacji jasno- lub ciemnobrązowej. Profil smakowy piwa buduje tradycyjny słód monachijski i niemieckie odmiany chmieli. Karmelowość i słodycz piwa są wyczuwalne, jednak nie dominują, gdyż są dobrze zrównoważone chmielową goryczką. Wpływa ona również na posmak, który jest wytrawny i średnio długi. Niektóre browary stosują również słody palone, które zaznaczone są w smaku lekką nutą tostowo-prażoną. Mimo że jest to piwo górnej fermentacji, to jego leżakowanie przebiega w niskich temperaturach. Dlatego aromaty estrów nie występują, a piwo ma czysty lagerowy profil. Jednym z najbardziej popularnym Altów jest niemieckie piwo Diebels.
| pochodzenie         | fermentacja | ekstrakt (e.w. / °Blg) | alkohol (% obj.) | goryczka (IBU) | barwa (EBC) | piana                  | nasycenie |
| ------------------- | ----------- | ---------------------- | ---------------- | -------------- | ----------- | ---------------------- | --------- |
| Düsseldorf (Niemcy) | górna       | 11,5-13                | 4,5-5,2%         | 30-45          | 20-32       | średnio wysoka, trwała | średnie   |

### Piwa kwaśne górnej fermentacji

#### Lambic
Piwo fermentacji spontanicznej. Nie dodaje się drożdży do piwa, tylko zostają one wyłapywane z powietrza. Przyjęło się, że ten styl może pochodzić z Brukseli, gdzie w powietrzu występują szczepy drożdży. Po uwarzeniu piwa, które składa się ze słodu jęczmiennego i niesłodowanej pszenicy dodaje się zwietrzały chmiel. Zwietrzały chmiel ma nie dawać żadnych aromatów, a ma jedynie dać niską goryczkę i właściwości bakteriostatyczne, a także zabezpieczyć trunek przed rozwojem bakterii kwasu mlekowego. Po uwarzeniu brzeczki nie chłodzi się go szybko, tylko przepompowuje się piwo do tacy chłodniczej. Piwo to można warzyć jedynie jesienią i zimą oraz wczesną wiosną. Następuje powolna fermentacja, podczas której jest ono przepompowywane do beczki na pewien czas. Młode piwo następnie jest przelewane do wielkich drewnianych beczek niezaszpuntowanych, gdzie leży prawie około roku. Możliwe jest jego leżakowanie do trzech lat.

#### Lambic łamany

##### Gueuze
Gueuze (wym.: hjyz – flam./gyze – ang.) powstaje w wyniku zmieszania jednorocznego (młodego, świeżego, rześkiego), dwu- i trzyletniego (dojrzałego, pełnego) lambica. Profil aromatyczno-smakowy gueuze może się wahać od bardzo wytrawnych do lekko słodkawych, jednakże cechą charakterystyczną jest wyraźna, ale zrównoważona słodem cierpka kwasowość piwa i estry owocowe (grejpfrut, jabłko, cytryna, rabarbar). Gueuze zawiera niesłodowaną pszenicę (30-40%), słód jęczmienny pilzneński i odleżany (3 lata), dojrzały chmiel, mający dobrze utrwalić piwo, wyczuwalny w minimalnym stopniu w smaku, ale nie w aromacie. Zarówno w aromacie, jak i w smaku mogą występować nuty pszeniczne, słodowe, ale również delikatne końskie, kozie, stajenne. Wadą są nuty dymione, papierosowe, cygarowe oraz diacetyl. Gueuze nie wykazują cukrów resztkowych, oryginalne, belgijskie nie zawierają substancji słodzących, jednakże niektóre nowoczesne wersje mogą być dosładzane. Piwo jest nisko lub średnio treściwe. Po rozlaniu do butelek w dalszym ciągu trwa proces refermentacji piwa, dlatego na dnie mogą występować osady drożdżowe, mimo że piwo jest klarowne.
| pochodzenie | fermentacja  | ekstrakt (e.w. / °Blg) | alkohol (% obj.) | goryczka (IBU) | barwa (EBC) | piana                | nasycenie |
| ----------- | ------------ | ---------------------- | ---------------- | -------------- | ----------- | -------------------- | --------- |
| Belgia      | spontaniczna | 10-14                  | 4,5-8%           | 11-23          | 12-26       | obfita/bardzo trwała | wysokie   |

##### Lambic owocowy

###### Kriek
Jest to roczne piwo Lambic z dodatkiem świeżo rozdrobnionych wiśni. Dzięki cukrom zawartym w owocach fermentacja przebiega intensywniej. Dzięki barwnikom zawartym w skórce owoców następuje barwienie piwa. Tradycyjnie fermentuje w beczkach, obecnie już pojawiając się w nowoczesnych tankach fermentacyjnych ze stali nierdzewnej. Przed końcem fermentacji trafia do butelek, do których dodawany jest cukier w celu dogazowania. W smaku jest to piwo ciężkie i kwaśne.
Przykład:
- Mort Subite Oude Kriek

#### Berliner Weisse
Jest to piwo charakteryzujące się wysoką zawartością słodu pszenicznego (zazwyczaj nie mniej niż 50%). Charakteryzuje się dużą kwasowością, zawdzięczającą bakteriom kwasu mlekowego. Trunek jest rześki i lekki, z wysokim poziomem nasycenia. Często podawany z owocowymi syropami (np. malinowym bądź cytrynowym) dla zbalansowania kwasowości.

## Piwo specjalne
Piwa specjalne (ang. specialty beer) to kategoria piw, których nie można przyporządkować do żadnego klasycznego gatunku, dlatego cechują się dużą różnorodnością. Z tego względu nie sporządza się ich kompletnych opisów i widełek wartości parametrów; opisy w tej kategorii mają na celu raczej przedstawienie, w jaki sposób dany dodatkowy składnik lub proces wpływa na piwo. 
Nieklasyczność i unikatowość tych piw może polegać na:
- kombinacji różnych gatunków klasycznych i ich wariacji
- tworzeniu piw przekraczających klasyczne parametry (np. zwiększony ekstrakt, niskoalkoholowe wersje klasycznych gatunków, mocne chmielenie)
- dodatku nietypowych fermentowalnych surowców (np. syrop klonowy, melasa, owoce)
- dodatku nietypowych niefermentowalnych surowców (np. płatki owsiane, żyto, przyprawy)
- odtwarzaniu historycznych, tradycyjnych lub regionalnych piw (np. sahti, piwo grodziskie)
- wykorzystaniu nietypowych technik (np. piwo lodowe)
- amerykańskich interpretacjach gatunków europejskich (np. chmielenie amerykańskimi odmianami chmielu, stosowanie drożdży górnej fermentacji dla lagerów)
- tworzeniu jakichkolwiek eksperymentalnych piw niemieszczących się w istniejącej definicji gatunku[21].